# Polonia Warszawa (piłka nożna)
Polonia Warszawa – polski klub piłkarski, najstarszy istniejący klub piłkarski Warszawy. 2-krotny mistrz Polski, 3-krotny wicemistrz Polski, 2-krotny zdobywca Pucharu Polski, zdobywca Superpucharu Polski i Pucharu Ligi Polskiej. Od sezonu 2023/2024 pierwszoligowiec.
Współzałożyciel Polskiego Związku Piłki Nożnej (1919) oraz Polskiej Ligi Piłki Nożnej (1927) (obecna Ekstraklasa).
Jest pierwszym Wicemistrzem w dziejach polskiego futbolu, pierwszym Mistrzem Polski po II wojnie światowej oraz pierwszym Mistrzem Polski pochodzącym z Warszawy.
W klasyfikacji medalowej Mistrzostw Polski zajmuje 12. miejsce, natomiast w tabeli wszech czasów Ekstraklasy 14. miejsce.
Zgodnie z regulaminem Ekstraklasy Polonia uprawniona jest do umieszczenia nad herbem białej gwiazdki  symbolizującej wywalczenie dwóch Mistrzostw Polski.

## Historia

### 1911–1915. Powstanie klubu

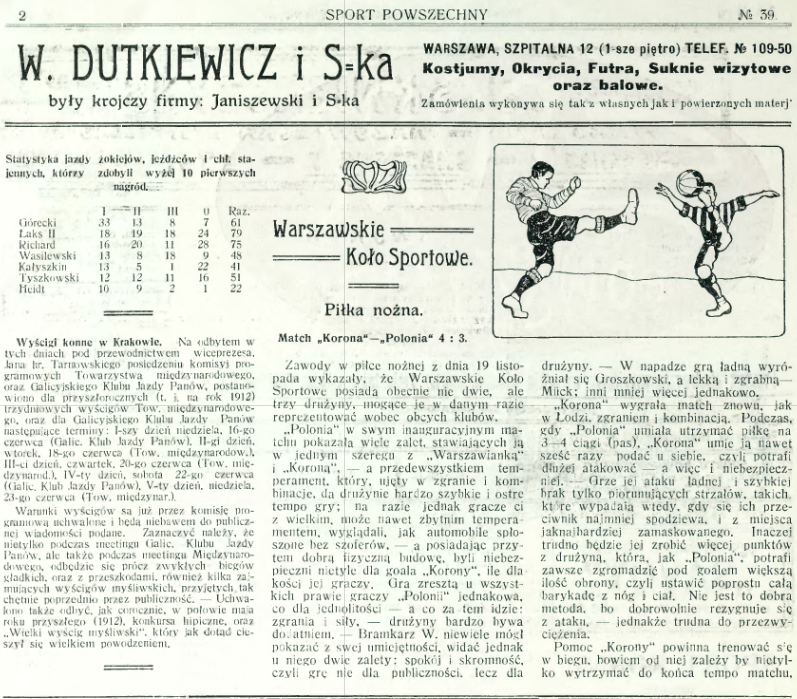
Informacja prasowa o meczu rozegranym pomiędzy Polonią Warszawa a Koroną Warszawa 19 listopada 1911 roku

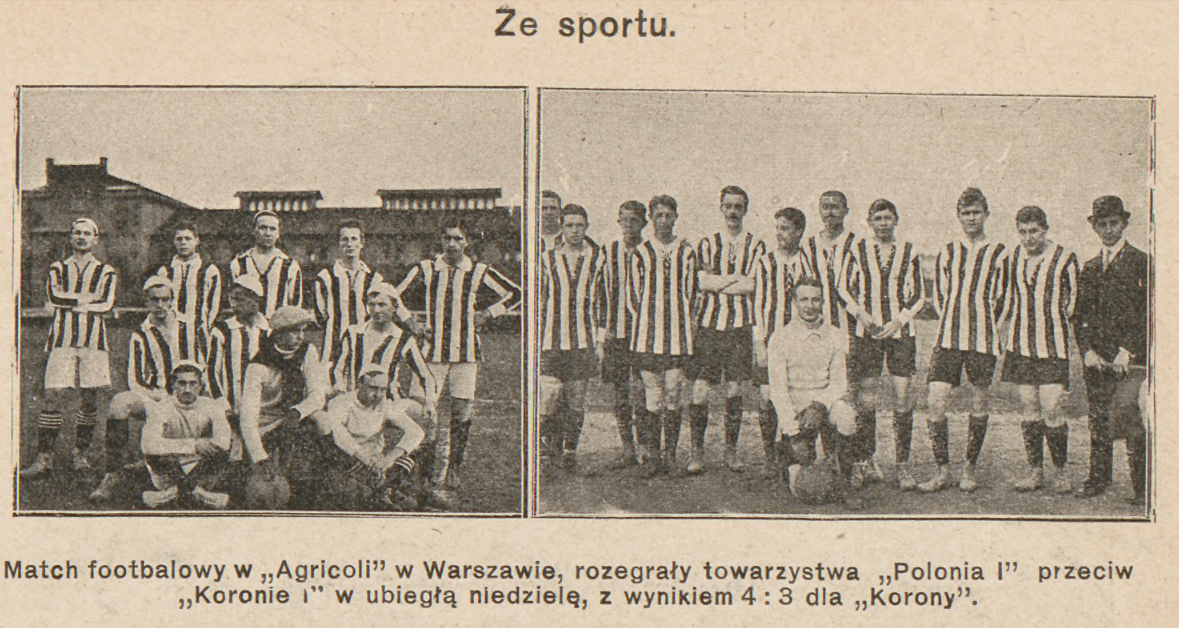
Notka prasowa dotycząca meczu Polonia Warszawa – Korona Warszawa rozegranego 19 listopada 1911 roku, pochodząca z tygodnika ilustrowanego „Świat” nr 47 wydanego 25 listopada 1911 roku.

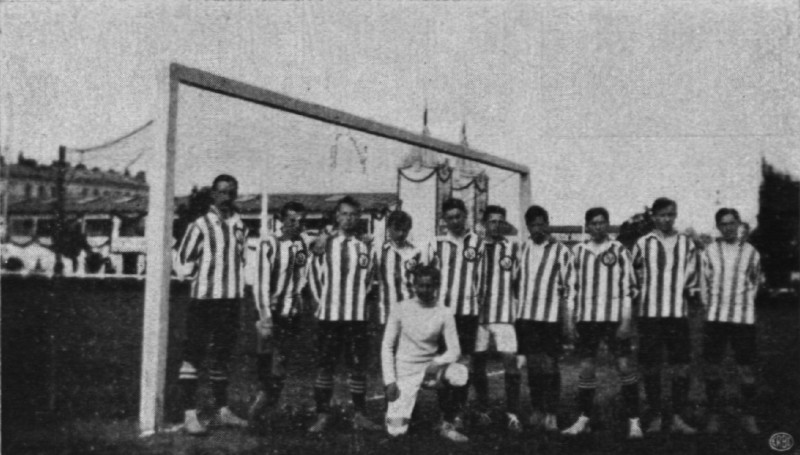
Jedno z pierwszych zdjęć drużyny Polonii Warszawa z 1912 roku zanim drużyna założyła po raz pierwszy czarne koszulki.

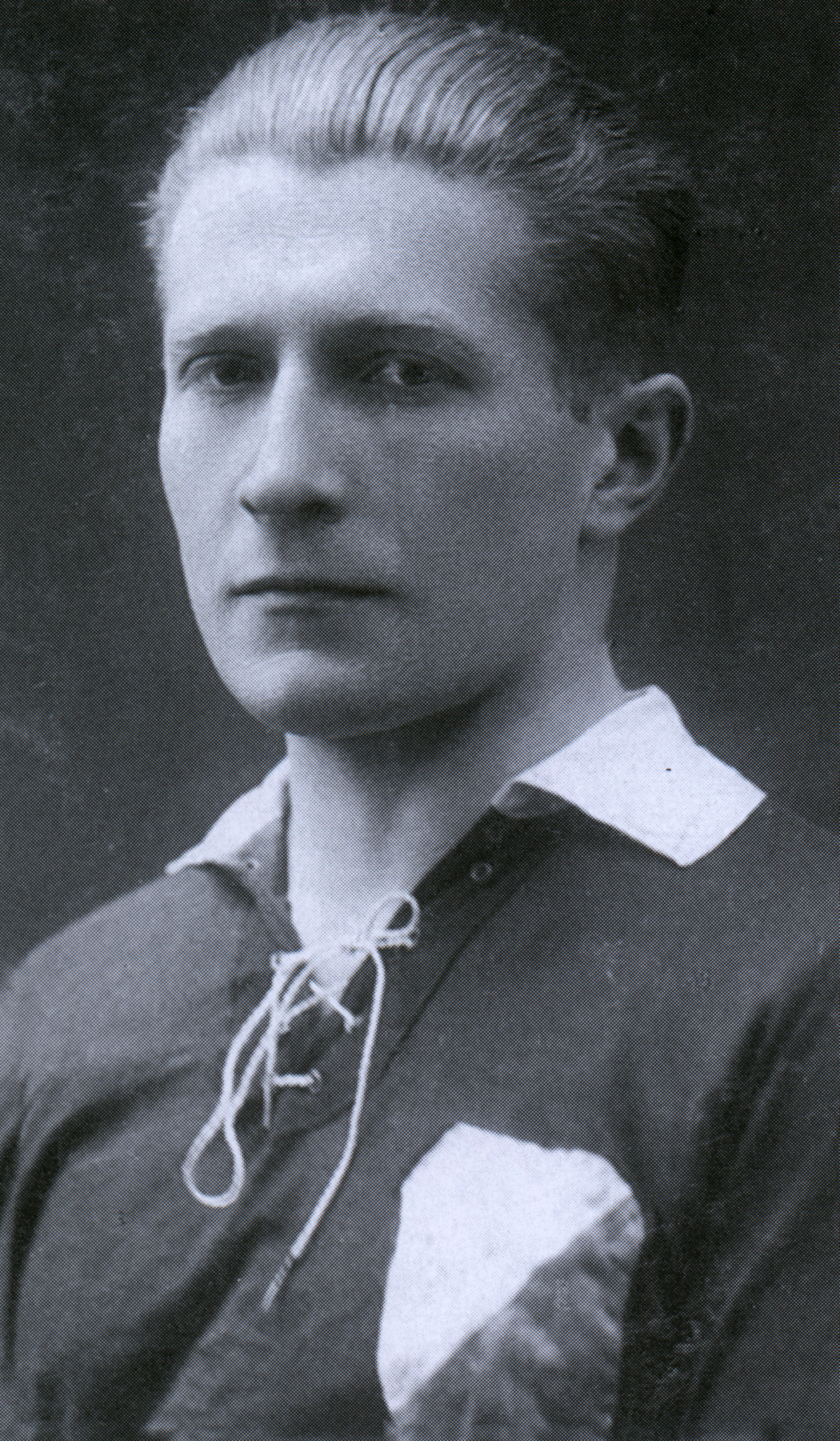
Tadeusz Gebethner – jeden z założycieli oraz pierwszy prezes klubu

Początków klubu należy szukać w Warszawskim Kole Sportowym. Organizacja ta, skupiała większość ówczesnych szkolnych zespołów piłkarskich oraz osoby grające w piłkę nożną, a także uprawiające wiele innych dyscyplin sportowych. W jej zarządzie były tereny warszawskiej Agrykoli, jedno z niewielu miejsc, gdzie wówczas można było uprawiać sport. Koło Sportowe zarządzało sportem warszawskim we wcześniejszych latach i to ono wystawiało reprezentację Warszawy na mecze z przyjezdnymi drużynami oraz było nieformalnym inkubatorem dla najstarszych klubów warszawskich. W 1911 roku, istniejące w ramach WKS dwie drużyny gimnazjalne: Stella (Szkoła Konopczyńskiego) i Merkury (Szkoła Zgromadzenia Kupców) postanowiły połączyć siły. Stało się to za sprawą kapitana jeszcze innej drużyny – Korony (Szkoła Ziemi Mazowieckiej) Wacława Denhoffa-Czarnockiego, on też wymyślił nazwę (Polonia to łacińska nazwa Polski). W czasach zaboru rosyjskiego nadanie takiej nazwy drużynie było wyjątkowym aktem patriotyzmu i odwagi.
Pierwszy mecz Polonia zagrała z byłą drużyną Czarnockiego – Koroną. Spotkanie odbyło się na Agrykoli 19 listopada 1911 i zakończyło się wynikiem 4:3 dla Korony. Spotkanie to zostało potraktowane bardzo nieformalnie i do maja 1912 roku nie zarejestrowano oficjalnie nazwy drużyny w ramach WKS.
Maj 1912 roku jest podawany jako oficjalna data założenia klubu przez ich pierwszych graczy (Jan Gebethner, Janusz Mück i inni) w ich oświadczeniu złożonym w 1959 roku przed notariuszem. Ze względu na ostry zakaz władz carskich dotyczących tworzenia stowarzyszeń o większym zasięgu, nazwy Klub Sportowy użyto po raz pierwszy nie wcześniej niż w roku 1914.
Na początku zawodnicy grali w strojach w biało-czarne pasy i dopiero wiosną 1913 r. założyli czarne koszulki. Z tego powodu od lat 20. poloniści zaczęli być nazywani Czarnymi Koszulami. Sprawa wyboru koloru ubrań zrodziła kilka teorii. Najbardziej „patriotyczna” mówi, że czarny kolor wybrano ze względu na żałobę po ojczyźnie, jednakże prawdopodobnie było inaczej. Odpowiedzialny za zdobycie koszulek Mück zdołał kupić tylko takie. Czarne barwy miały jeszcze jedną zaletę – ubrania nie brudziły się od grania na błotnistym boisku przy Agrykoli. Mecz odbył się 23 lutego 1913 roku a rywalem, tak jak poprzednio, była Korona, ale wynik – 4:0 dla Polonii – był już inny.
W 1915 roku Polonia Warszawa przekształca się formalnie w klub sportowy. Stało się to możliwe dzięki zajęciu Warszawy przez Niemców w trakcie I wojny światowej. Nowy zaborca zezwolił na działalność polskich organizacji sportowych. 8 X 1915 w mieszkaniu przy ul. Zgoda 12 z inicjatywy Tadeusza Gebethnera oraz Mariana Strzeleckiego i Stefana Pronaszki odbyło się zebranie założycielskie. Niektóre źródła podają tę datę jako rok powstania zespołu, jednak jest to błąd, gdyż zespół rozegrał pierwszy mecz jako Polonia w 1911. W tym czasie powstały nowe sekcje klubu, a piłkarze rozgrywali swoje mecze na jedynym wówczas w Warszawie boisku na Agrykoli.

### 1918–1939. Czasy międzywojenne

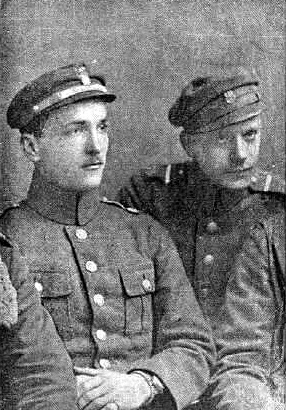
Jeden z wyróżniających się graczy Polonii Warszawa Stefan Loth (po lewej) oraz Marian Strzelecki (po prawej) – zawodnik Polonii i przyszły redaktor naczelny „Przeglądu Sportowego”

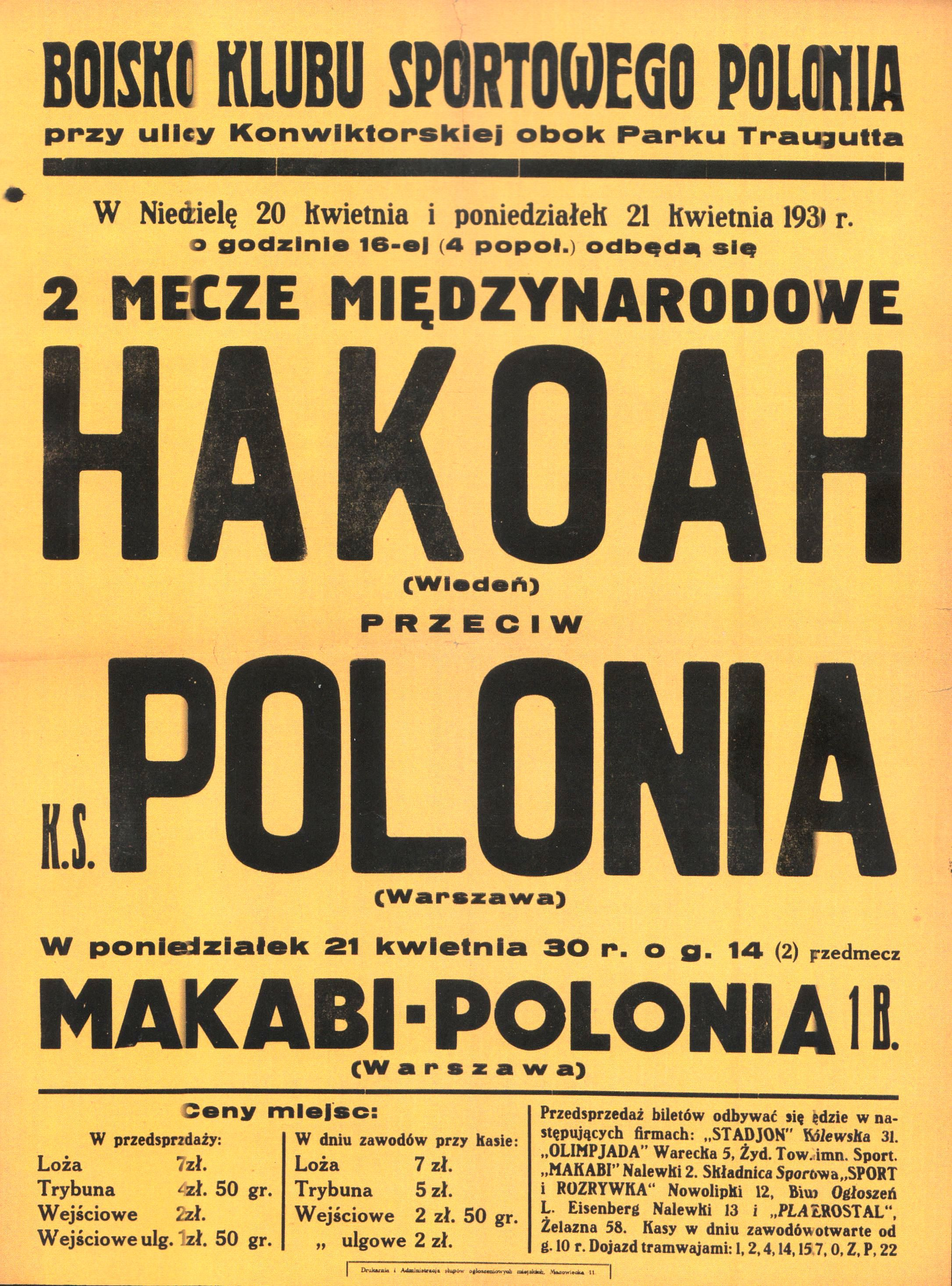
Plakat zapraszający na dwa mecze towarzyskie z austriacką drużyną Hakoah Wien i przedmecz z Makabi Warszawa w kwietniu 1930

29 kwietnia 1917 odbył się pierwszy mecz Polonia – Legia, w którym padł wynik 1:1. Legia była wtedy drużyną frontową, która przyjechała do Warszawy i tu rozgrywała mecze z miejscowymi klubami. Miesiąc później dwie drużyny znowu się spotkały – wynik był identyczny. Według Roberta Gawkowskiego i innych osób związanych z Polonią, drużyna legionowa wcale nie jest protoplastą Legii Warszawa, dlatego te spotkania nie są wliczane do statystyk tzw. „derbów Warszawy”. W lipcu 1917 r. Polonia rozegrała swój pierwszy mecz z drużyną zagraniczną – węgierskim Magyar AC, który zakończył się wynikiem 1:5. W 1921 roku doszło do konfliktu w klubie, pomiędzy drużyną juniorów a kierownictwem sekcji piłkarskiej. Niezadowoleni juniorzy odeszli z Polonii i założyli nowy klub Warszawianka. Pomimo tego osłabienia, w pierwszych rozgrywkach o mistrzostwo Polski w 1921 Czarne Koszule zdobyły tytuł wicemistrza. Rozgrywki te odbyły się najpierw w lokalnych grupach, których mistrzowie awansowali na szczebel centralny. W grupie warszawskiej Polonia była najlepsza z imponującym dorobkiem bramkowym, 21 bramek zdobytych przy jednej straconej. W kolejnych latach od 1921 do 1926, czyli sześciokrotnie, Polonia także zdobywała mistrzostwo Warszawy. Wśród wyróżniających się piłkarzy w tamtym czasie byli bracia Stefan i Jan Loth oraz Artur Marczewski, którzy zostali powołani na pierwszy w historii międzynarodowy mecz piłkarski reprezentacji Polski.
W roku 1922 Polonia zatrudniła angielskiego trenera George’a Kimptona. Pod jego kierownictwem klub ponownie zdominował rozgrywki w Warszawie, pozostawiając w pobitym polu drużyny takie jak: Warszawianka, Korona oraz WKS. Po zakończeniu sezonu trener odszedł do Cracovii.
W 1923 roku zespół otrzymał od władz miasta teren pod budowę boiska. Na początku miało to być w Parku Skaryszewskim, następnie tereny w otoczeniu Cytadeli Warszawskiej, jednak ostatecznie Polonia otrzymała teren w pobliżu Dworca Gdańskiego. W rozgrywkach grupy warszawskiej Polonia ponownie była najlepsza, ale własną supremację nad lokalnymi rywalami Warszawianką i Legią (która wystąpiła wtedy po raz pierwszy w rozgrywkach pod obecną nazwą) udowodniła dopiero w ostatnim spotkaniu, pokonując Warszawiankę 7:1. W roku 1923 Polonia odniosła także prestiżowy sukces, pokonując po raz pierwszy w swej historii zespół zagraniczny, którym była silna węgierska drużyna Vasasok Sport Clubja, w stosunku 2:1.
Ponieważ PZPN zdecydował, że z powodu Igrzysk Olimpijskich 1924 nie odbędą się rozgrywki o tytuł Mistrza Polski, dlatego większość klubów skupiła się na rozgrywkach towarzyskich z zespołami zagranicznymi. Odbyły się jedynie rozgrywki na szczeblu lokalnym, które miały wyłonić Mistrza Polski w roku 1925. Ponownie zwycięską drużyną w tych rozgrywkach była Polonia, która została mistrzem Warszawy. 12 września 1924 roku Polonia wyjechała do Turcji na mecz z Galatasaray SK, z którym zremisowała 2:2. Poloniści grali również z zespołem z miasta Smyrna (obecnie Izmir), z którym wygrali 4:0 oraz z Alton Ordon, który rozgromiła 12:0 i Fenerbahçe SK, z którym jednak przegrała 3:4.
Wiosną 1925 roku dokończono rozgrywki mistrzowskie wśród drużyn które rozegrały mistrzostwa grupy A w 1924 roku. Drużyna Polonii nie pokonała tym razem drugiego szczebla eliminacji i musiała uznać wyższość Warty Poznań oraz TKS Toruń. Jesienią 1925 roku odbyły się po raz pierwszy rozgrywki o Puchar Polski. Była to jedyna edycja, która odbyła się przed wojną, a sama impreza spotkała się z chłodnym przyjęciem przez najlepsze drużyny z wielu regionów Polski. Polonia została pokonana przez drużynę Warszawianki 2:3 i odpadła z dalszych rozgrywek.
Ostatnie nieligowe mistrzostwa Polski w 1926 roku rozpoczęto od rozgrywek w grupie warszawskiej. Drużyna Polonii rywalizowała w nich z bardzo silną drużyną Warszawianki. Po zakończeniu wszystkich spotkań, nie wyłoniono zwycięzcy, a w meczu Polonii z Warszawianką padł remis 5:5. Po dogrywce, którą przerwano z powodu zapadającej ciemności i dokończono po dwóch tygodniach, Polonia była lepsza o jedną bramkę. Dokończenie meczu po dwóch tygodniach spowodowało protest Warszawianki, który nie został uwzględniony. Mistrzem Warszawy została Polonia i to ona awansowała do dalszego etapu rozgrywek w ramach mistrzostw Polski, a w efekcie zdobyła ponownie tytuł wicemistrza Polski. W grudniu 1926 roku większość polskich klubów, łącznie z Polonią Warszawa, zdecydowała o utworzeniu rozgrywek ligowych, które odbyły się po raz pierwszy w 1927 roku. Rozgrywki w 1927 roku w nowym systemie kołowym pokazały, że klub potrzebuje istotnych wzmocnień oraz regularnych treningów, a przede wszystkim dokończenia budowy własnego stadionu.
W 1928 roku Polonia przeniosła się na ul. Konwiktorską 6, gdzie ma swoją siedzibę do dzisiaj. Oficjalnego otwarcia stadionu dokonano 30 września 1928 r., jednakże pierwszy mecz odbył się już 15 sierpnia 1928 r., kiedy Polonia Warszawa pokonała drużynę Hasmonea Lwów 5:0. W klubie pojawił się także nowy trener z Czech František Koželuh, a w drużynie zadebiutował dziewiętnastoletni wówczas Władysław Szczepaniak, który w przyszłości stanie się symbolem klubu. Trener Kożeluch został zdymisjonowany po pierwszym sezonie, a klub pozostał bez trenera. W efekcie po pierwszej połowie sezonu drużyna zajmowała ostatnie miejsce w tabeli. Jedynym ratunkiem okazało się być zatrudnienie profesjonalnego trenera w połowie 1929 roku, a był nim były gracz Rapidu Wiedeń, Josef Steyskal. Ostatecznie drużyna zajęła 7. miejsce tych rozgrywkach. W tym samym roku w drużynie zadebiutował też szesnastoletni Zenon Pieniążek, kolejna zasłużona postać dla warszawskiego klubu. Piłkarzem Polonii Warszawa był też Feliks Konarski, autor słów słynnej pieśni Czerwone maki na Monte Cassino.

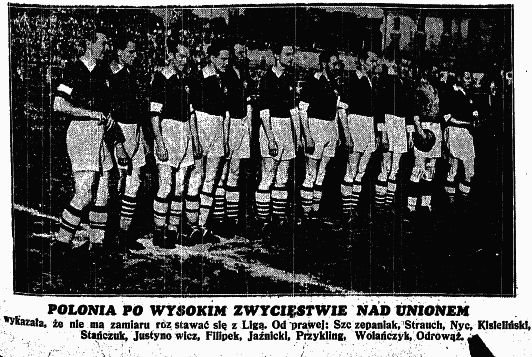
Przed jednym z ostatnich meczów ligowych Polonii Warszawa w 1939 r.

W latach trzydziestych, w dobie kryzysu, Polonia ponownie straciła trenera. Pomimo to w rozgrywkach w 1930 roku, piłkarze zajęli 4. miejsce w Lidze, tuż za drużyną Legii. W następnym roku było już gorzej i drużyna zakończyła sezon na 7. miejscu. W kolejnym sezonie klub doświadczył po raz pierwszy gorzkiego smaku degradacji z rozgrywek ligowych. Pomimo to, właśnie wtedy, gracz Czarnych Koszul Jerzy Bułanow, został wybrany przez Przegląd Sportowy najlepszym polskim piłkarzem. Pomimo degradacji, w klubie pozostali tacy zawodnicy jak: Bułanow, Szczepaniak czy Odrowąż. Dzięki temu w kolejnym sezonie Polonia wygrała rozgrywki w niższej klasie i ponownie znalazła się w gronie najlepszych klubów grających w Lidze w 1934 r. W tamtych rozgrywkach warszawski klub odniósł spektakularny sukces pokonując jako jedyna drużyna w Hajdukach Wielkich przyszłego mistrza kraju, drużynę Ruchu. Ostatecznie Polonia zajęła 9. miejsce w tych rozgrywkach. Kolejny sezon w roku 1935 stał się jednym z najgorszych w historii klubu. Drużyna zanotowała spadek z ligi i to w bardzo kiepskim stylu, gdyż w całym sezonie drużyna zdobyła zaledwie 8 punktów. W 1936 roku Polonia w dalszym ciągu grała bardzo słabo. Pomimo to, w jej szeregach nadal występowali wierni jej piłkarze, Bułanow i Szczepaniak. Ten drugi zagrał nawet na Igrzyskach Olimpijskich w 1936 roku, gdzie pełnił rolę kapitana polskiej reprezentacji, którą to funkcję przejął od Bułanowa, po zakończeniu przez niego kariery międzynarodowej.
W 1937 roku w rozgrywkach warszawskiej grupy A, Polonia Warszawa zdobyła wyraźną przewagę, pokonując między innymi ostatniego spadkowicza z Ligi, drużynę Legii Warszawa. W kolejnych fazach rozgrywek także okazała się bezkonkurencyjna i ponownie znalazła się w gronie najlepszych drużyn w Polsce w rozgrywkach ligowych w 1938 roku. Prezes Polonii Warszawa generał Kazimierz Sosnkowski postanowił tym razem zatrudnić w roli trenera Karola Kossoka. Ten były śląski piłkarz wprowadził nowoczesne metody treningowe w drużynie i być może dzięki temu klub zajął wysokie, jak na beniaminka, czwarte miejsce w rozgrywkach. Natomiast w 1939 Związek Polskich Związków Sportowych uznał Polonię za najlepszy polski klub sportowy z 1938 r. Warto zaznaczyć, że w jednym z najsłynniejszych meczów polskiej reprezentacji – pojedynku z Brazylią, podczas Mistrzostw Świata w 1938 roku, wystąpiło dwóch piłkarzy Polonii, Szczepaniak i Erwin Nyc.
W rozgrywkach z 1939 Polonia po kiepskim początku, ponownie pokonała jedną z najmocniejszych drużyn okresu przedwojennego, ówczesnego mistrza, Ruch Chorzów i to na wyjeździe. Liga nie została dokończona z powodu wybuchu II wojny światowej, a po rozegraniu 12 z 18 zaplanowanych meczów Polonia zajmowała 7. miejsce. Jeden z jej graczy Zenon Pieniążek był drugim wśród najskuteczniejszych zawodników z 16 zdobytymi bramkami. W przerwie letniej odbyły się szkolenia dla kadrowiczów poprowadzone przez legendarnego byłego zawodnika londyńskiego Arsenalu, Alexa Jamesa. 38-letni były piłkarz wystąpił gościnnie w jednym z ostatnich, przedwojennych, meczów piłkarzy Polonii Warszawa.

### 1939–1945. Okres II wojny światowej
Po wybuchu wojny zawieszono rozgrywki ligowe. Część zawodników została powołana do służby wojskowej, kilku zginęło w trakcie kampanii wrześniowej. Po zajęciu kraju Niemcy zakazali Polakom uprawiania sportu. Organizowano jednak rozgrywki piłkarskie w warunkach konspiracyjnych, wyłaniano mistrzów okręgów. Piłkarze Polonii dwukrotnie, w 1942 i 1943 roku, sięgnęli po tytuł mistrza Warszawy.
Jednocześnie drużyna ponosiła dalsze straty: piłkarze i działacze ginęli w obozach koncentracyjnych, egzekucjach ulicznych, w Katyniu. Część piłkarzy brała udział w konspiracji. Kilku zginęło w czasie powstania warszawskiego. Areną tragicznych wydarzeń stał się również sam obiekt przy Konwiktorskiej. W czasie powstania warszawskiego, w nocy 21 na 22 sierpnia 1944 roku oddziały powstańcze Batalionu „Zośka”, Batalionu i Batalionu „Czata 49” wyprowadziły przez boisko Polonii uderzenie w stronę Dworca Gdańskiego. Atak nie powiódł się, a życie straciło w nim 12 powstańców.

### 1946–1991. Pierwsze Mistrzostwo Polski 1946, okres PRL

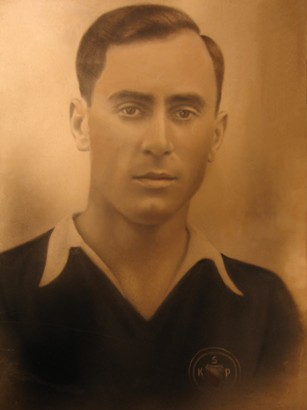
Tadeusz Świcarz – zawodnik Polonii w latach 1945–1949

Działalność klubu została wznowiona wkrótce po zakończeniu okupacji niemieckiej. Początkowo klub, z inicjatywy jednego z przedwojennych zawodników Polonii, Zenona Pieniążka, reaktywował się pod patronatem Milicji Obywatelskiej. Współpraca ta została jednak zakończona już w sierpniu 1945 r. Pierwszy mecz Polonia rozegrała 25 marca 1945 roku na boisku AZS w Parku Skaryszewskim z lokalnym rywalem RKS Okęcie. Spotkanie zakończyło się wynikiem 3:3. Był to zarazem pierwszy mecz w wyzwolonej stolicy.
W 1946 roku, grając w zrujnowanej Warszawie, Czarne Koszule zdobyły pierwszy tytuł mistrzowski. Mecz finałowy Polonia grała na stadionie Wojska Polskiego przy Łazienkowskiej. Pokonując 3:2 AKS Chorzów zdobyła pierwszy dla Warszawy tytuł mistrzowski. Stadion przy Konwiktorskiej, położony na Nowym Mieście, był zrujnowany działaniami wojennymi i został odbudowany dopiero kilka lat po wojnie. Do czasu odbudowania stadionu Poloniści grali na innych boiskach w Warszawie. Na początku 1949 roku Polonia została zaproszona przez brazylijski klub CR Vasco da Gama na rozegranie kilku meczów towarzyskich, jednak ówczesne władze nie zgodziły się na wyjazd Polonii za granicę. W tym roku również Polonia Warszawa została przemianowana przez władze komunistyczne na nazwę Kolejarz Warszawa. Od 1950 roku Polonia (wtedy Kolejarz) grała w bordowych koszulkach, niebieskich spodenkach oraz z kolejarskim znakiem na koszulkach. W 1952 roku Polonia zdobyła drugie powojenne trofeum, Puchar Polski, w finałowym meczu pokonując Legię Warszawa na Łazienkowskiej 1:0. Był to ostatni sukces Czarnych Koszul w tamtych czasach. Mimo zdobycia pucharu, w tym samym roku Polonia spadła do drugiej ligi. Przyczyn degradacji było kilka. Pierwsza połowa lat 50. to czarny okres stalinizmu, ówczesne władze chciały usunąć wszystko co miało związek z dawną Polską. Każdemu klubowi dano resortowego „sponsora”, Polonii przypadła kolej, która, w przeciwieństwie do górników, wojska i milicji, do bogatych nie należała. Trzeba jednak przyznać, że nieudolność działaczy też nie pomogła klubowi w utrzymaniu. Późniejszą tułaczkę Polonii po niższych ligach spowodowało uczynienie centralnym klubem PKP poznańskiego Lecha, który finansowany był kosztem KSP. Doprowadziło to do wieloletniej marginalizacji, nie tylko Polonii, ale także innych klubów kolejowych. Jeszcze kilkanaście lat po spadku na Polonię przychodziło nawet po dziesięć tysięcy kibiców. Później stopniowo sympatię Warszawy przejmowała Legia, która mogła się pochwalić znacznymi sukcesami. W 1954 roku drużyna została zdegradowana do III Ligi. Przez okres PRL i początków III RP Polonia grała w drugiej i trzeciej klasie rozgrywkowej. Od degradacji z ekstraklasy Polonia Warszawa czekała, aż 41 lat na ponowny występ w najwyższej klasie rozgrywkowej.
W 1955 roku władze ligi dały możliwość zmiany nazwy klubu wszystkim zespołom. Polonia jako pierwsza drużyna w kraju zdecydowała się na zmianę nazwy na Polonia-Kolejarz Warszawa. Dwa lata później na zebraniu klubowym zdecydowano, aby powrócić do nazwy Polonia Warszawa. Polonia była pierwszym klubem w Warszawie i drugim w Polsce, który powrócił do swojej tradycyjnej nazwy. W sierpniu 1956 roku Polonia wyjechała na Węgry na rozegranie kilku meczów towarzyskich. Pierwszy mecz Polonia grała z Törekvésem Budapeszt, mecz ten zakończył się wynikiem 2:3 dla Węgrów. Drugi mecz Polonia grała z Szombathelyi Törekvés, tym razem Poloniści zremisowali 2:2. Trzeci mecz „Czarne Koszule” grały z Pécsi Törekvés jednak ten mecz Poloniści przegrali 1:2. Kilka miesięcy później zespół Szombathelyi Törekvés przyjechał do Polski. I tym razem Polonia przegrała 1:4.
W 1981 roku Polonia Warszawa wzięła udział w Pucharze Króla Tajlandii. Drużyna zajęła w tym turnieju trzecie miejsce wygrywając 5 meczów, remisując 1 i przegrywając 2.
Od 1954 do 1993 roku Polonia grała w II lub III lidze. Pomimo gry w niższych klasach rozgrywkowych, w pierwszych latach po spadku na mecze Polonii przychodziło po 20–30 tys. osób.

### 1991–1999. Powrót do Ekstraklasy

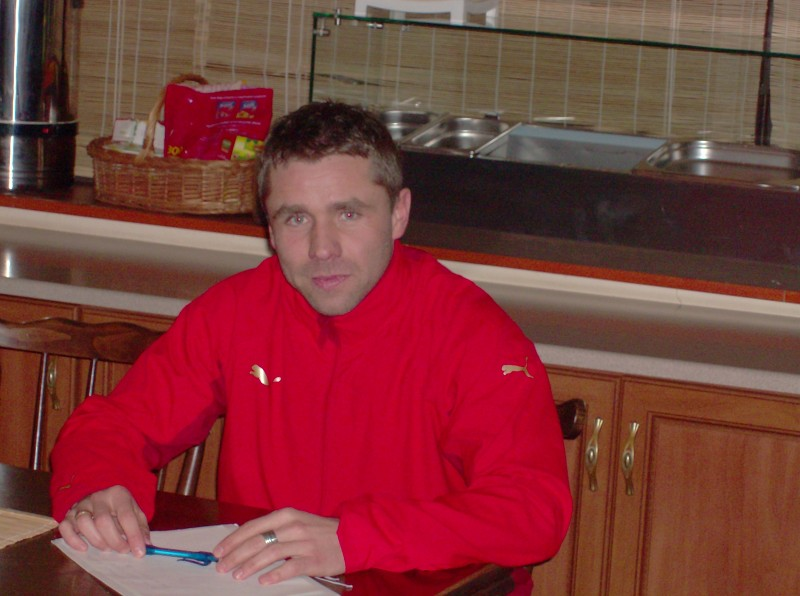
Arkadiusz Bąk – król strzelców I ligi sezonu 1997/98, jedyny w historii król strzelców w barwach Polonii, późniejszy mistrz Polski z Polonią

Gdy funkcję prezesa klubu objął Jerzy Piekarzewski w 1991 roku klub uzyskał awans do II ligi, a w sezonie 1992/1993 Polonia Warszawa ponownie osiągnęła awans do polskiej elity piłkarskiej. Po 41 latach nieobecności Polonia powróciła do ekstraklasy. Klub był jednak fatalnie zorganizowany, brak było pieniędzy i bazy treningowej. Czarne Koszule znów wróciły do II ligi, jednak tylko na dwa lata. W sezonie 1995/96 Polonia, razem z Wisłą Kraków, awansowała do I ligi. Na Konwiktorskiej pojawił się Janusz Romanowski, który właśnie wycofał się ze sponsorowania Legii, zakładając spółkę KPP Polonia Warszawa. Od tej pory do sezonu 2005/06 Polonia grała w ekstraklasie. W 1998 r. zdobyła wicemistrzostwo Polski, zaś w 1999 dotarła do półfinału Pucharu Intertoto.

### 1999–2001. Drugie Mistrzostwo Polski
Do sezonu 1999/2000 Polonia nie przystępowała jako faworyt. Pod koniec rundy jesiennej po raz pierwszy w historii Czarne Koszule zostały liderem ekstraklasy. Zespół prowadzili wtedy Jerzy Engel i Dariusz Wdowczyk. W przerwie zimowej sprowadzono kilku znakomitych piłkarzy, m.in. Tomasza Wieszczyckiego i Tomasza Kiełbowicza, którzy okazali się bardzo dobrymi wzmocnieniami. W tym czasie w drużynie Polonii Warszawa występował pierwszy czarnoskóry reprezentant Polski w piłce nożnej Emmanuel Olisadebe. W rundzie wiosennej Czarne Koszule przegrały tylko dwa mecze (w tym jeden już po zapewnieniu tytułu) i jeden zremisowały. Mistrzostwo Polonia zapewniła sobie, pokonując na Łazienkowskiej Legię Warszawa 3:0. Wcześniej zdobyła Puchar Ligi, zwyciężając na „neutralnym” stadionie Wojska Polskiego Legię 2:1. W lipcu Czarne Koszule potwierdziły swoje panowanie w polskiej piłce, zdobywając Superpuchar po zwycięstwie nad zdobywcą Pucharu Polski Amicą Wronki 4:2. Później Polonia odpadła w kwalifikacjach do Ligi Mistrzów (dwumecz z Panathinaikosem Ateny 2:2 i 1:2, do awansu było bardzo blisko), wcześniej jednak eliminując FC Dinamo Bukareszt. Jednak nie wszystko na Konwiktorskiej było idealne. Mistrzostwo drużyna zdobyła grając ze sztucznie dołączonym członem w nazwie jako Hoop Polonia Warszawa. Romanowski nie spełnił wymagań i wypłat sponsorowi, dlatego też firma Hoop Polska wycofała się ze sponsoringu kilka miesięcy później. W efekcie Polonia oraz jej właściciel zadłużyli się. W sezonie 2000/01 Czarne Koszule w lidze grały słabo, jednak zdołały zdobyć Puchar Polski. Potem z finansowania zadłużonego klubu wycofał się Janusz Romanowski, a klub przejęła nowo utworzona spółka KSP Polonia Warszawa, której właścicielem był Jan Raniecki, kibic, który w Polonię postanowił włożyć własny majątek.

### 2001–2008. Spadek do II ligi, przyjście Józefa Wojciechowskiego
Przez kolejne lata Polonia osiągała coraz gorsze wyniki, a działania Jana Ranieckiego oceniane były skrajnie. Aby otrzymać licencje na grę w ekstraklasie potrzebne były inwestycje. Klub był na granicy bankructwa. Jedni byli mu wdzięczni za uratowanie klubu przed zagładą, wspieranie go oraz organizowanie działań takich jak wydawanie klubowego czasopisma, promowanie klubu wśród młodzieży szkolnej (akcja „Kibic”), budowę nowej trybuny „Kamiennej” oraz sztucznego oświetlenia i ogrzewanej murawy z częściowo własnych pieniędzy. Inni ostro krytykowali prowadzenie klubu twardą ręką oraz złe decyzje personalne. Najgorszym okazał się być sezon 2005/2006. Jan Raniecki od pewnego czasu zdecydowany był sprzedać klub, jednak szukał wiarygodnego następcy który mógłby rozwijać klub oraz poczynić w nim dalsze, konieczne, inwestycje. Rozmowy prowadzone z firmą developerską J.W. Construction oraz angielską firmą Global Soccer Agency przedłużały się w nieskończoność. Chaos w klubie, oraz nagła śmierć Jana Ranieckiego 1 marca 2006 spowodowały, że klub nie był stanie utrzymać się w Ekstraklasie, zajął 15. miejsce i wraz z ostatnim w tabeli Lechem Poznań spadł z Ekstraklasy. Nowym właścicielem została firma J.W. Construction oraz jej prezes i założyciel Józef Wojciechowski, która jednak do końca sezonu, a także przez pół kolejnego drugoligowego sezonu 2006/2007 borykała się z bałaganem w klubie oraz roszczeniami Global Soccer Agency, zajmując na koniec sezonu 6. miejsce. Sezon 2007/2008 Polonia również rozegrała w II lidze (obecnie 1. liga), kończąc go na 7. miejscu. Drużyna dzięki fuzji z Dyskobolią Grodzisk Wielkopolski w następnym sezonie rozpoczęła rozgrywki w Ekstraklasie.

### 2008–2009. Wykupienie drużyny Dyskoboli Grodzisk Wielkopolski

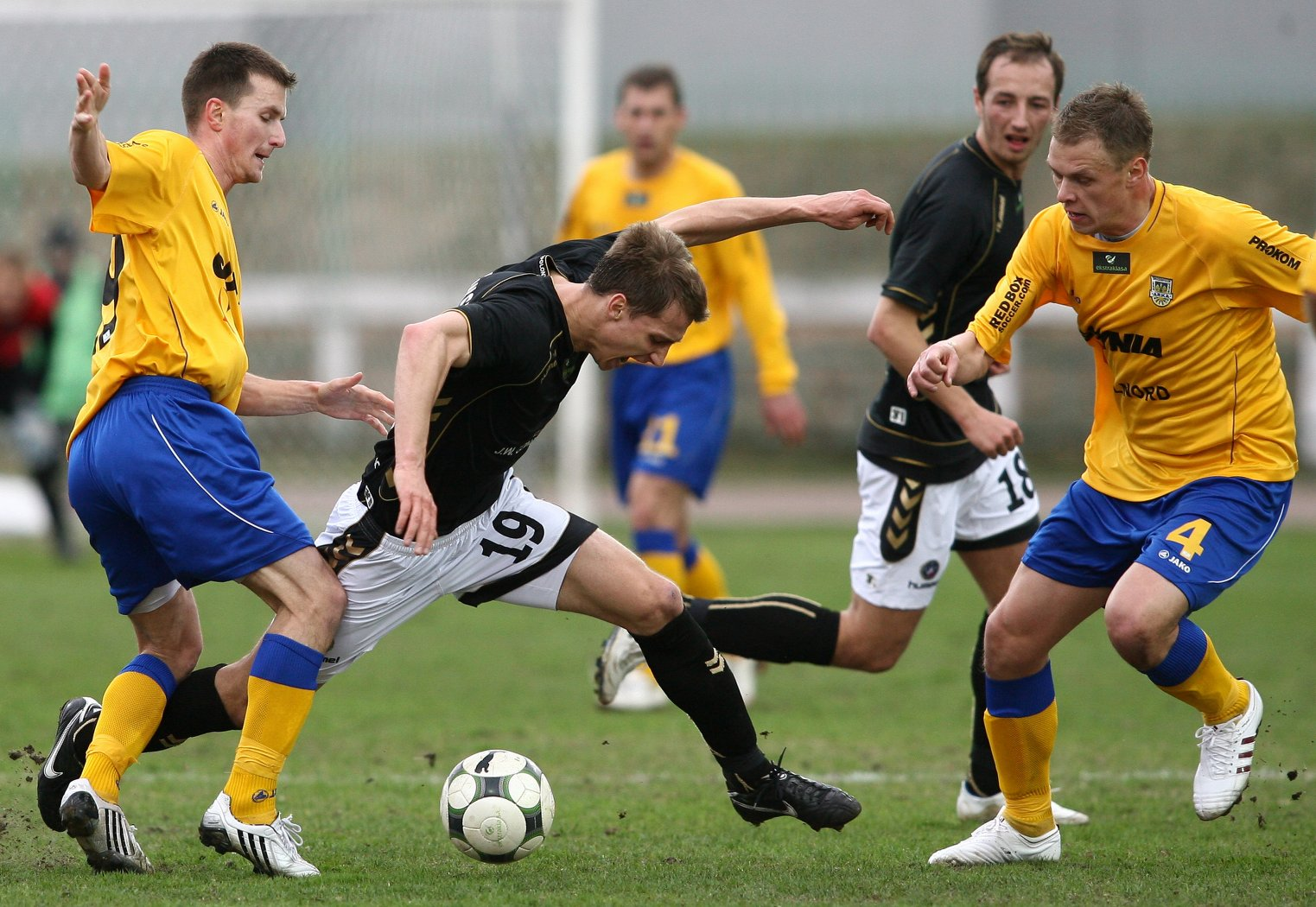
Polonia Warszawa – Arka Gdynia (27.03.2010)

11 lipca 2008 roku prezes klubu KSP Polonia Warszawa Józef Wojciechowski odkupił od Zbigniewa Drzymały 16715 akcji spółki Groclin-Dyskobolia SSA za 20 milionów złotych. Dzięki tej transakcji Polonia Warszawa nabyła prawa do wystąpienia o licencję gry w Ekstraklasie pomimo 7. miejsca w II lidze. Wszyscy zawodnicy Dyskobolii Groclin Grodzisk Wielkopolski stali się automatycznie zawodnikami zespołu Polonii. Dodatkowo dołączyło do nich kilku najlepszych drugoligowych graczy z poprzedniego sezonu takich jak: Krzysztof Michalski, Radosław Majdan, Daniel Mąka czy Jacek Kosmalski. Niektórzy z zawodników, będący w wieku juniorskim zostali przeniesieni do Młodej Ekstraklasy a pozostali którzy nie znaleźli uznania w oczach trenera Zielińskiego rundę jesienną sezonu 2008/2009 spędzili w IV-ligowej Polonii SSA Warszawa. Wiosną druga drużyna została rozwiązana.

### 2010–2011. José María Bakero i inni trenerzy

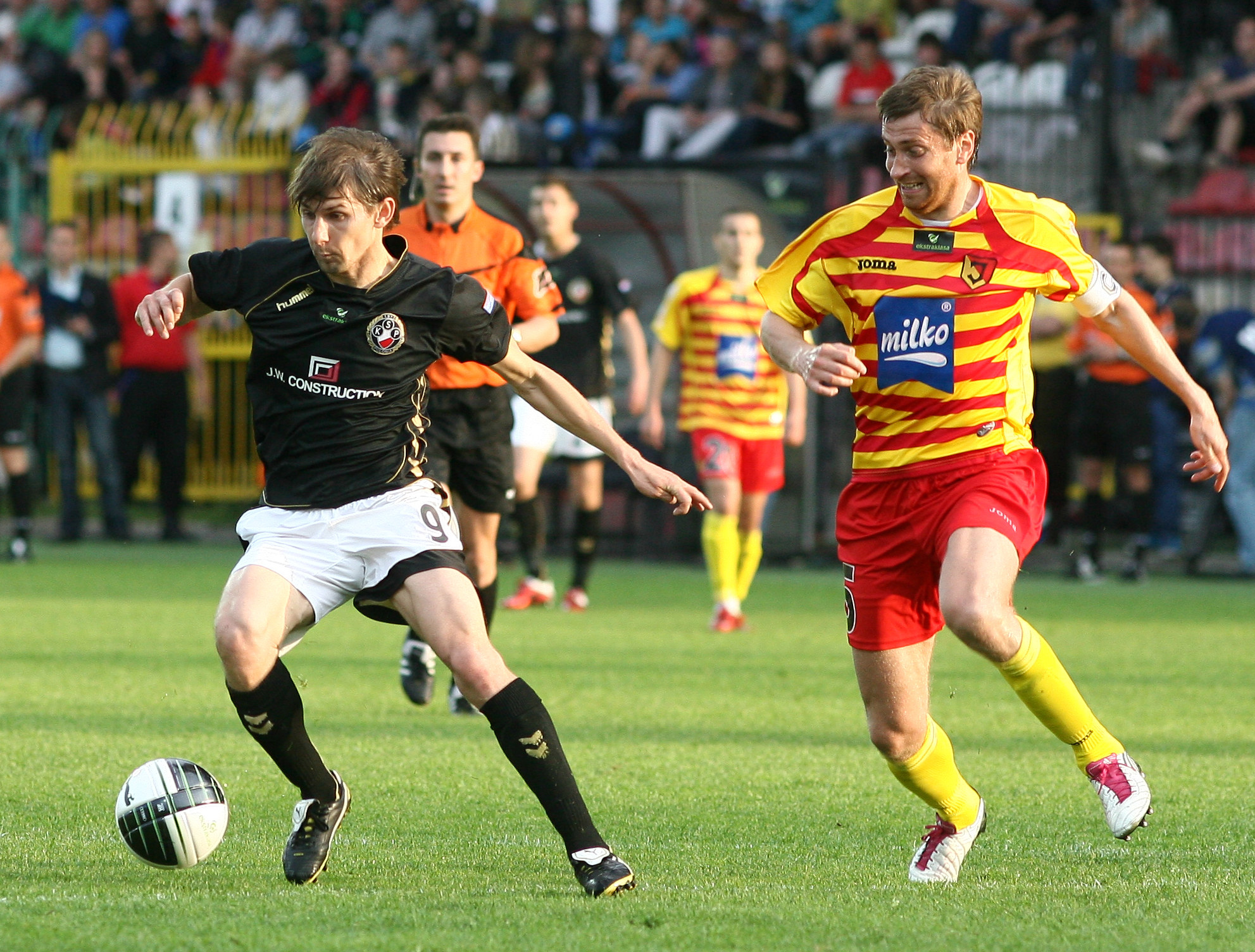
Polonia Warszawa – Jagiellonia Białystok (10.05.2011)

10 listopada 2009 roku nowym trenerem drużyny został José Mari Bakero, były hiszpański piłkarz pochodzenia baskijskiego oraz były kapitan drużyny FC Barcelona. Ten utytułowany piłkarz trenował już wcześniej drużynę Real Sociedad, aczkolwiek bez sukcesów. Wraz z drużyną Polonii, którą objął gdy zajmowała przedostatnie miejsce w lidze, zdołał wywalczyć miejsce gwarantujące pozostanie w Ekstraklasie na sezon 2010/2011. Od 25 czerwca 2010 roku, wraz z trenerem Bakero współpracował Paweł Janas, były trener reprezentacji Polski, który zajął stanowisko wiceprezesa ds. sportowych. W maju 2010 Radosław Majdan objął stanowisko rzecznika prasowego stołecznego klubu. 13 września 2010 roku José Mari Bakero został zwolniony, a zastąpił go Paweł Janas. Po niespełna czterech miesiącach, 29 grudnia 2010, Paweł Janas został zdymisjonowany, ale powrócił na stanowisko dyrektora sportowego w klubie. Niebawem został zdymisjonowany także z tego stanowiska. Kolejnymi trenerami w tym dość dziwnym sezonie byli: Theo Bos, Piotr Stokowiec oraz ponownie Jacek Zieliński.

### 2011–2012. Powrót Jacka Zielińskiego, odejście Józefa Wojciechowskiego
W nowym sezonie doszło do dużych zmian w kadrze zespołu prowadzonego przez Jacka Zielińskiego. Odeszło z niej aż siedmiu zawodników. Jednym z nich był Adrian Mierzejewski, który został sprzedany przez drużynę Polonii za rekordową kwotę 5,25 miliona euro, która to była najwyższą stawką jaką zapłacono za piłkarza odchodzącego z polskiej ligi. W tym samym czasie w klubie pojawiło się ośmiu nowych zawodników na których zakup przeznaczono dużą część rekordowej kwoty. Już na samym początku nowego sezonu prezes Wojciechowski postawił przed piłkarzami za cel zdobycie tytułu mistrzowskiego. Po zakończeniu rundy jesiennej rozgrywek, drużyna Polonii zajmowała trzecie miejsce, ze stratą sześciu punktów do prowadzącej drużyny. Po sześciu kolejkach rundy wiosennej (w tym trzech porażkach, z których ostatnią była z Koroną Kielce 3:0), 27 marca 2012 został zwolniony trener Jacek Zieliński (szkoleniowcem Czarnych Koszul był przez rok – został nim 22 marca 2011 i wówczas pierwszy mecz wygrał z kielecką drużyną). 28 marca 2012 jego następcą został Czesław Michniewicz. 20 kwietnia 2012 po przegranym u siebie meczu z Ruchem Chorzów właściciel KSP Polonia Józef Wojciechowski zapowiedział zaprzestanie finansowania klubu i wycofanie się z polskiego futbolu na zawsze. Ostatecznie drużyna zajęła szóste miejsce w sezonie 2011/2012, a 8 maja 2012 Michniewicz przestał być trenerem.
Decyzja Wojciechowskiego o zaprzestaniu sponsorowania klubu, spowodowała wyprzedaż i odejście grupy zawodników, którzy reprezentowali wcześniej barwy warszawskiej Polonii. Pierwszym który odszedł, był zawodnik najmocniej obwiniany za nieudany sezon i brak zaangażowania w jego trakcie, brazylijski piłkarz Bruno. Następnie, z klubu odszedł jego dotychczasowy kapitan Łukasz Trałka. Kolejni dwaj piłkarze, Sadlok i Šultes, przeszli do Ruchu Chorzów. Następnie z klubu odeszli jeszcze Róbert Jež do Zagłębia Lubin, Daniel Sikorski do Wisły Kraków oraz Adrian Lis do Warty Poznań. Swojego kontraktu nie przedłużył czeski obrońca Radek Mynář. 13 lipca swoje kontrakty rozwiązali także Michał Gliwa, który wzmocnił Zagłębie Lubin oraz Jakub Tosik, który przeniósł się do ukraińskiego klubu Karpaty Lwów. Ostatnim osłabieniem było odejście Tomasza Jodłowca do Śląska Wrocław.

### 2012–2013. Nowy właściciel klubu
Ostatecznie 16 lipca 2012 Wojciechowski, za 5 milionów złotych, sprzedał 100% udziałów w klubie właścicielowi innej drużyny piłkarskiej GKS Katowice – Ireneuszowi Królowi, który początkowo chciał zmienić nazwę klubu na KP Katowice. Wycofał się jednak z tego pomysłu i postanowił pozostawić klub w Warszawie. Podjął też decyzję o zaprzestaniu wspierania GKS Katowice. Wojciechowski zachował karty zawodnicze Pawła Wszołka, Sebastiana Przyrowskiego i Wladimera Dwaliszwiliego.
Nowym trenerem został Piotr Stokowiec, ostatnio związany z klubem jako trener drużyny Młodej Ekstraklasy Polonii Warszawa. Ze względu na zawirowania związane ze zmianą właściciela klubu oraz brakiem prawidłowego przygotowania do sezonu piłkarskiego trener ocenił, że jego celem w tym sezonie może być walka o utrzymanie w ekstraklasie. Duże ubytki kadrowe w klubie zostały uzupełnione najlepszymi piłkarzami z Młodej Ekstraklasy oraz nowymi zawodnikami. Nowy właściciel wykupił także karty zawodnicze Wszołka i Dwaliszwiliego. W połowie września do klubu powrócił po pięciomiesięcznej nieobecności albański napastnik, Edgar Çani. Pojawiły się za to problemy osobiste kolejnego z zawodników zakupionych przez Wojciechowskiego, Awiramem Baruchjanem, który powrócił do swojego rodzinnego kraju na zasadzie wypożyczenia.
Piłkarze Polonii Warszawa zakończyli rundę jesienną sezonu 2012/2013 na trzecim miejscu, co oceniono jako duży sukces trenera Stokowca, zważywszy na brak odpowiednich przygotowań przed sezonem oraz niewiadomy skład drużyny piłkarskiej do ostatniej chwili przed rozpoczęciem sezonu. W końcowym etapie rundy wiosennej (po 28 z wszystkich kolejek ligowych), Komisja Odwoławcza ds. Licencji Klubowych Polskiego Związku Piłki Nożnej wydała decyzję odmowną w zakresie przyznania klubowi licencji uprawniającej do gry w sezonie 2013/2014. Kolejną konsekwencją niewywiązywania się przez Króla z obowiązków pracodawcy były następujące po sobie decyzje o rozwiązaniu kontraktów przez kolejnych piłkarzy z powodu niewypłacania pensji. W tym samym czasie zawiązało się stowarzyszenie kibiców klubu, którzy chcieli ratować drużynę i spłacić długi. Rozmowy zostały zerwane przez Ireneusza Króla, który jednocześnie bezowocnie próbował zgłosić drużynę do I ligi. Ostatecznie pod koniec czerwca właściciel złożył wniosek o upadłość skompromitowanej spółki.
Wcześniej stowarzyszenie zgłosiło nieistniejącą jeszcze drużynę do ligi okręgowej. Dzięki grupie najbardziej wiernych kibiców, PZPN przychylił się do ich petycji i nowa odsłona klubu rozpoczęła rozgrywki od IV ligi.

### 2013–2015. Odbudowa zespołu w IV lidze, awans do III i do II ligi
W sezonie 2013/2014 klub zagrał w IV lidze na licencji MKS-u Polonia Warszawa, który do tej pory zajmował się szkoleniem młodzieży. Misję stworzenia zespołu powierzono byłemu mistrzowi Polski w barwach Polonii, Piotrowi Dziewickiemu. Drużyna po zaciętej walce z Bugiem Wyszków awansowała do III ligi.
Sezon 2014/15 był dla beniaminka ciężki. Przy Konwiktorskiej pracowało pięciu trenerów (oprócz Dziewickiego zespół prowadzili: Piotr Szczechowicz, Dariusz Dźwigała, Marek Końko i Igor Gołaszewski). Borykająca się z kłopotami finansowymi Polonia ostatecznie zajęła 14. miejsce.
W kolejnym sezonie prowadzenie spółki od MKS-u (i licencję na grę w III lidze) przejęła nowo powstała Polonia Warszawa S.A., której prezesem został Jerzy Engel.
W sezonie 2015/16 Polonia awansowała z pierwszego miejsca w tabeli do baraży o II ligę. Po walce z Górnikiem Wałbrzych drużyna z Konwiktorskiej 6 awansowała do II ligi.

### 2016–2019. Spadek i gra w III lidze
Przed sezonem 2016/2017 Polonia dokonała paru ciekawych transferów. Na Konwiktorską wrócił ulubieniec trybun Daniel Gołębiewski, który występował w „Czarnych Koszulach” w czasach Ekstraklasy. Do ekipy Igora Gołaszewskiego przyszedł również Michał Oświęcimka, czyli kluczowy gracz przeciwników Polonii w barażach o II ligę – Górnika Wałbrzych. Okazało się jednak, że te wzmocnienia to za mało i najstarszy klub Warszawy nie będzie liczył się w walce o awans. Poloniści sezon zaczęli od porażki z Polonią Bytom 0:3. Potem nie było lepiej i za słabe wyniki zapłacił Gołaszewski, którego zwolniono. Nowym szkoleniowcem został były środkowy obrońca – Wojciech Szymanek. O przyszłości zespołu w II lidze miał decydować ostatni mecz z Rakowem Częstochowa. Tylko zwycięstwo mogło zapewnić utrzymanie, lecz liderzy ligi okazali się zbyt mocni i ostatecznie wygrali 1:2.
Po zakończeniu sezonu 2016/2017 z funkcji prezesa klubu zrezygnował Jerzy Engel, natomiast trenerem został Krzysztof Chrobak. Następne sezony Polonia spędziła w III lidze. Na jej losy – także sportowe – znaczący wpływ miał upadek przedstawionej przez Jerzego Engela pozyskanym akcjonariuszom koncepcji uzyskania od miasta praw do terenu, na którym znajduje się klubowy stadion, jego modernizacji oraz komercyjnej zabudowy okolic obiektu. W związku z odrzuceniem tej koncepcji przez władze Warszawy i przedstawieniem przez nie własnego pomysłu na rozbudowę stadionu (wraz z utworzeniem na jego terenie Młodzieżowego Centrum Sportu), dotychczasowi akcjonariusze (w tym największy – Krystyna Bnińska-Jędrzejowicz, arystokratka pochodząca z rodu Potockich) znacząco ograniczyli zakres finansowania klubu. Sytuacja finansowa klubu pogorszyła się, Polonia miała znaczne zadłużenie przede wszystkim wobec miasta (wynajem obiektu) oraz własnych piłkarzy. Przełożyło się to na wyniki – Polonia nie włączała się do walki o awans do II ligi i w sezonie 2017/2018 zajęła 4. miejsce, a w 2018/2019 – 6. Sezon 2019/2020 rozpoczął się dla klubu bardzo źle i w październiku 2019 r. klub znalazł się w strefie spadkowej. Pociągnęło to za sobą rezygnację prezesa klubu Petera Kaluby ze stanowiska oraz wstrzymanie przez władze Warszawy prac nad planowaną modernizacją stadionu w związku z „niepokojącymi sygnałami dotyczącymi sytuacji na Polonii oraz niewywiązywaniem się przez nią ze swoich zobowiązań”.

### 2020–obecnie. Nowy właściciel klubu i powrót do I ligi
5 marca 2020 roku nowym właścicielem Polonii Warszawa S.A. został Grégoire Nitot, który nabył od Krystyny Bnińskiej-Jędrzejowicz pakiet kontrolny akcji klubu. 19 marca 2020 roku Grégoire Nitot objął funkcję prezesa klubu. Sezon 2019/2020, niedokończony przez pandemię COVID-19, Polonia zakończyła w strefie spadkowej na przedostatnim miejscu w tabeli. 15 maja 2020 roku Mazowiecki Związek Piłki Nożnej ogłosił, że żadna trzecioligowa drużyna nie spadnie, a liga zostanie powiększona, dzięki czemu Polonia uniknęła relegacji.
W sezonie 2021/2022 Polonia walczyła o awans do II ligi z Legionovią Legionowo; przed przedostatnią kolejką, w której miało dojść do bezpośredniego starcia między tymi drużynami, między zespołami były dwa punkty różnicy (na korzyść klubu z Legionowa). Polonia wygrała ten mecz 3:2, i na kolejkę przed końcem wskoczyła na pozycję lidera ligi. W ostatniej kolejce Polonia zapewniła sobie awans, pokonując 3:1 Wissę Szczuczyn. W sezonie 2022/2023, jako beniaminek II ligi, Czarne Koszule awansowały do I ligi, wracając na tenże poziom po raz pierwszy od sezonu 2007/2008.
Sezon 2022/2023
Polonia jako beniaminek I ligi, w trakcie sezonu 2022/2023 plasowała się na miejscach w dolnej połowie tabeli. W sezonie zanotowała jedynie 8 zwycięstw i 10 remisów. Dzięki wygranej w 34 kolejce Betclic I ligi ze Stalą Rzeszów Polonia utrzymała się na drugim szczeblu rozgrywkowym plasując się na 15. miejscu w tabeli.
W rozgrywkach Pucharu Polski 2023/2024 Polonia po wygranej z Siarką Tarnobrzeg i Skrą Częstochowa musiała uznać w 2 rundzie wyższość Wisły Kraków i ostatecznie odpadła z rozgrywek..
Sezon 2023/2024
Początek sezonu nie zaczął się pomyślnie dla Polonii, która przegrała trzy z czterech pierwszych spotkań i zdobyła w nich ledwie jedną bramkę. 13 sierpnia 2024 r. władze Polonii ogłosiły, że doszło do rozwiązania umowy z trenerem Rafałem Smalcem za porozumieniem stron. Obowiązki pierwszego trenera przejął tymczasowo Grzegorz Lech, dotychczasowy asystent pierwszego trenera. W dniu 25 sierpnia klub ogłosił, że nowym trenerem Czarnych Koszul został Mariusz Pawlak.
Zmiana na ławce trenerskiej, a także pracowite okienko transferowe doprowadziły do znaczącej poprawy skuteczności drużyny. Dzięki wygranej z Miedzią Legnica (2:3) w 22 kolejce Betclic I ligi klub znalazł się po raz pierwszy od lat na 6. miejscu w ligowej tabeli, które daje możliwość gry w barażach o ekstraklasę.
W rozgrywkach Pucharu Polski 2024/2025 Polonia po wygranych z Chrobrym Głogów, Wigrami Suwałki a także Wisłą Kraków doszła do ćwierćfinału rozgrywek. W meczu o półfinał przegrała z ekstraklasową Puszczą Niepołomice 2:3 (po dogrywce) i ostatecznie odpadła z rozgrywek.
W lipcu 2025 roku oficjalna strona klub poinformowała, że klub został przekształcony z spółki z ograniczoną odpowiedzialnością w spółkę akcyjną non-profit.

## Herb klubu

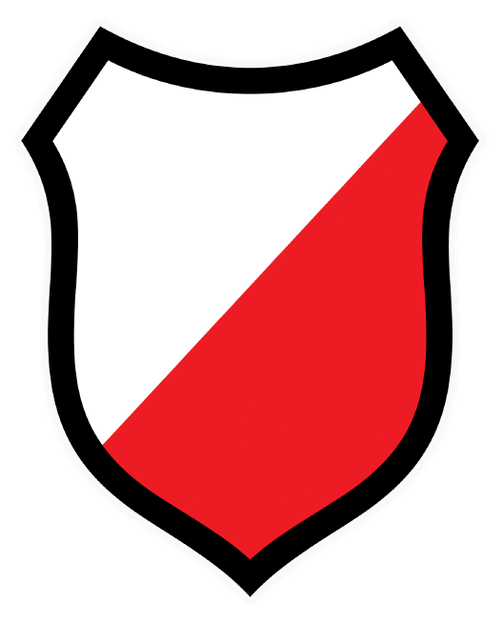
Pierwszy herb Polonii Warszawa

Pierwszy znany emblemat klubu stanowiła zwykła biało-czerwona tarcza o ukośnej linii podziału pomiędzy kolorami. W okresie zaboru rosyjskiego była ona przypinana do strojów agrafką, co umożliwiało jej szybkie usunięcie w razie kontroli przez carską tajną policję polityczną Ochranę.
W 1933 roku do tarczy dodano czarne okrągłe tło, na którym pojawiły się litery KSP, przy czym z lewej strony tarczy była to litera K, u góry litera S, a z prawej strony litera P.
W czasach stalinizmu władze nakazały zarówno zmianę nazwy, jak i herbu klubowego. Klub nazwano Kolejarz Warszawa, a jego nowy herb stanowiło czerwono-niebieskie kółko z literą P w środku i z odchodzącymi od niego kolejarskimi skrzydełkami. Całość była dość podobna do emblematu kolejarzy. Po odwilży 1956 roku powrócono do starej nazwy i starego symbolu jednakże z jednym wyjątkiem. Zamiast liter KSP pojawiły się litery KKS (Kolejowy Klub Sportowy). Litery zostały otoczone białymi okręgami umieszczonymi na czarnym tle.
Po przejęciu klubu przez Janusza Romanowskiego w 1995 roku, utworzono nową strukturę klubu, której skrótem były litery KPP. W związku z tym, te właśnie litery zaczęły się pojawiać w herbie klubu. Modyfikacja ta została zniesiona wraz z rozwiązaniem współpracy ze sponsorem. W tamtym czasie, po zdobyciu tytułu Mistrza Polski, pojawiły się po bokach herbu dwie gwiazdki symbolizujące dwa tytuły mistrzowskie wplecione w wieniec laurowy.
Najbardziej rozpowszechnione jest logo klubu stworzone przez spółkę KSP Polonia Warszawa – herb otoczony jest wieńcem laurowym. Na górze znajdował się rok założenia klubu 1911, a na dole znajdowała się nazwa klubu POLONIA.
W 2013 roku, po upadku Spółki Akcyjnej KSP Polonia Warszawa, którą jako ostatni prowadził Ireneusz Król, klub odrodzony przez stowarzyszenia kibiców, wrócił do pierwotnej i najprostszej wersji herbu – biało czerwonej tarczy.
Obecny herb klubu tworzy biało czerwona tarcza otoczona czarnym kołem. W kole znajdują się litery KSP.

## Sukcesy
Pierwszym dużym osiągnięciem zespołu było zdobycie drugiego miejsca w lidze polskiej w 1921 roku, następnie trzecie miejsce w 1923 oraz ponownie drugie w roku 1926. Swoje pierwsze mistrzostwo zdobyła w roku 1946, a w 1951 zajęli po raz drugi trzecie miejsce. Pierwszy puchar w historii klubu został zdobyty w roku 1952. Na następne osiągnięcia klubu trzeba było długo czekać. Największe sukcesy Polonia Warszawa odniosła w roku 2000, gdy zespół zdobył Mistrzostwo Polski, Superpuchar Polski oraz Puchar Ligi. Rok później w 2001 klub zdobył drugi Puchar Polski.

### Trofea międzynarodowe
| \| \| Zdobyte trofea w rozgrywkach międzynarodowych (stan na: 22-02-2020[60]) \| |                                                                     |      |          |
| Rozgrywki                                                                        | Osiągnięcie                                                         | Razy | Sezon(y) |
| · Liga Mistrzów · (Puchar Europy)                                                | zdobywca                                                            | 0    |          |
| · Liga Mistrzów · (Puchar Europy)                                                | finalista                                                           | 0    |          |
| · Liga Mistrzów · (Puchar Europy)                                                | III runda eliminacji                                                | 1    | 2000/01  |
| · Liga Europy · (Puchar UEFA)                                                    | zdobywca                                                            | 0    |          |
| · Liga Europy · (Puchar UEFA)                                                    | finalista                                                           | 0    |          |
| · Liga Europy · (Puchar UEFA)                                                    | III runda eliminacji                                                | 1    | 2009/10  |
| · Puchar Intertoto                                                               | zdobywca                                                            | 0    |          |
| · Puchar Intertoto                                                               | finalista                                                           | 0    |          |
| · Puchar Intertoto                                                               | półfinalista                                                        | 1    | 1999     |
| FIFA                                                                             | Zdobyte trofea w rozgrywkach międzynarodowych (stan na: 22-02-2020) |      |          |

### Trofea krajowe
| \| \| Zdobyte trofea w rozgrywkach (Stan na 20-06-2025)[61] \| |                                                   |      |                  |
| Rozgrywki                                                      | Osiągnięcie                                       | Razy | Sezon(y)         |
| Mistrzostwo Polski                                             | I miejsce                                         | 2    | 1946, 2000       |
| Mistrzostwo Polski                                             | II miejsce                                        | 3    | 1921, 1926, 1998 |
| Mistrzostwo Polski                                             | III miejsce                                       | 1    | 1923             |
| Puchar Polski                                                  | zdobywca                                          | 2    | 1952, 2001       |
| Puchar Polski                                                  | półfinalista                                      | 3    | 1951, 2000, 2009 |
| Superpuchar                                                    | zdobywca                                          | 1    | 2000             |
| Puchar Ligi                                                    | zdobywca                                          | 1    | 2000             |
| Drugi poziom ligi polskiej                                     | I miejsce                                         | 2    | 1993, 1996       |
| Mistrzostwo Polski juniorów starszych (U-19)                   | I miejsce                                         | 1    | 1977             |
| Mistrzostwo Polski juniorów starszych (U-19)                   | II miejsce                                        | 3    | 2000, 2005, 2008 |
| Mistrzostwo Polski juniorów młodszych (U-17)                   | I miejsce                                         | 1    | 2025             |
| Mistrzostwo Polski juniorów młodszych (U-17)                   | II miejsce                                        | 1    | 1998             |
| Polska                                                         | Zdobyte trofea w rozgrywkach (Stan na 20-06-2025) |      |                  |

### Trofea regionalne
| \| \| Zdobyte trofea w rozgrywkach regionalnych[62][63] \| |                                           |      |            |
| Rozgrywki                                                  | Osiągnięcie                               | Razy | Sezon(y)   |
| Mistrzostwo Warszawy                                       | I miejsce                                 | 2    | 1942, 1943 |
| Warszawa                                                   | Zdobyte trofea w rozgrywkach regionalnych |      |            |

## Statystyki występów w rozgrywkach

### Sezony w polskiej lidze

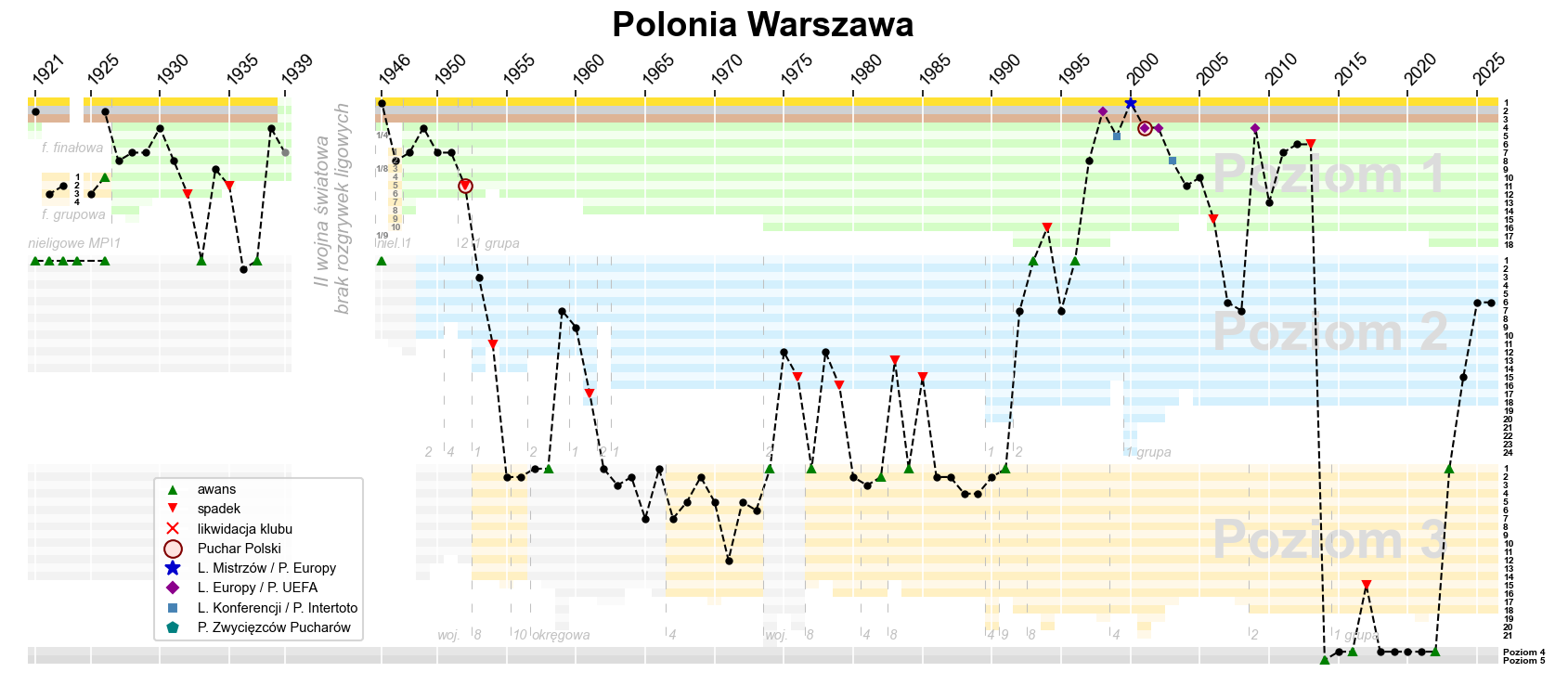
Historia występów Polonii Warszawa w rozgrywkach ligowych

Wyniki ze wszystkich sezonów Polonii Warszawa
- 19 listopada 1911: Pierwszy oficjalny mecz Polonii
- 1921: 2. miejsce w ogólnopolskiej klasie A Wicemistrzostwo Polski
- 1922: 3. miejsce w ogólnopolskiej grupie północnej
- 1923: 2. miejsce w ogólnopolskiej grupie wschodniej
- 1925: 3. miejsce w ogólnopolskiej grupie północnej
- 1926: 1. miejsce w ogólnopolskiej grupie północnej oraz Wicemistrzostwo Polski W rozgrywkach przedligowych aby awansować do rozgrywek ogólnopolskich należało wygrać rozgrywki grupy warszawskiej
- 1927: 8. miejsce w Lidze
- 1928: 7. miejsce w Lidze
- 1929: 7. miejsce w Lidze
- 1930: 4. miejsce w Lidze
- 1931: 8. miejsce w Lidze
- 1932: 12. miejsce w Lidze. Spadek do warszawskiej klasy A
- 1933: 1. miejsce w klasie A. Awans do Ligi
- 1934: 9. miejsce w Lidze
- 1935: 11. miejsce w Lidze. Spadek do warszawskiej klasy A
- 1936: 2. miejsce w klasie A
- 1937: 1. miejsce w warszawskiej klasie A. Awans po barażach do Ligi
- 1938: 4. miejsce w Lidze
- 1939: w momencie przerwania rozgrywek Polonia zajmowała w Lidze 7. pozycję
- 1940-45: Rozgrywki zawieszone z powodu II wojny światowej
- 1946: Mistrzostwo Polski
- 1947: 2. miejsce w fazie grupowej
- 1948: 7. miejsce w I lidze
- 1949: 4. miejsce w I lidze
- 1950: 7. miejsce w I lidze
- 1951: 7. miejsce w I lidze
- 1952: 6. miejsce w I lidze[66]. Spadek do II ligi. Zdobywca Pucharu Polski
- 1953: 3. miejsce w II lidze
- 1954: 11. miejsce w II lidze. Spadek do III ligi.
- 1955: 2. miejsce w III lidze.
- 1956: 2. miejsce w III lidze.
- 1957: 1. miejsce w III lidze. Przegrane baraże o awans do II ligi.
- 1958: 1. miejsce w III lidze. Awans do II ligi
- 1959: 7. miejsce w grupie północnej II ligi
- 1960: 9. miejsce w grupie północnej II ligi
- 1961: 17. miejsce w grupie północnej II ligi. Spadek do III ligi
- 1962: 1. miejsce w III lidze. Przegrane baraże o awans do II ligi.
- 1962/1963: 3. miejsce w III lidze.
- 1963/1964: 2. miejsce w III lidze. Przegrane baraże o awans do II ligi.
- 1964/1965: 7. miejsce w III lidze.
- 1965/1966: 1. miejsce w III lidze. Przegrane baraże o awans do II ligi.
- 1966/1967: 7. miejsce w III lidze.
- 1967/1968: 5. miejsce w III lidze.
- 1968/1969: 2. miejsce w III lidze.
- 1969/1970: 5. miejsce w III lidze
- 1970/1971: 12. miejsce w III lidze
- 1971/1972: 5. miejsce w III lidze.
- 1972/1973: 6. miejsce w III lidze.
- 1973/1974: 1. miejsce w III lidze. Awans do II ligi.
- 1974/1975: 12. miejsce w grupie północnej II ligi
- 1975/1976: 15. miejsce w grupie północnej II ligi. Spadek do III ligi
- 1976/1977: 1. miejsce w III lidze. Awans do II ligi
- 1977/1978: 12. miejsce w grupie północnej II ligi
- 1978/1979: 16. miejsce w grupie wschodniej II ligi. Spadek do III ligi
- 1979/1980: 2. miejsce w III lidze.
- 1980/1981: 3. miejsce w III lidze.
- 1981/1982: 2. miejsce w III lidze. Awans do II ligi
- 1982/1983: 13. miejsce w grupie wschodniej II ligi. Spadek do III ligi
- 1983/1984: 1. miejsce w III lidze. Awans do II ligi
- 1984/1985: 15. miejsce w grupie wschodniej II ligi. Spadek do III ligi
- 1985/1986: 2. miejsce w III lidze.
- 1986/1987: 2. miejsce w III lidze.
- 1987/1988: 4. miejsce w III lidze.
- 1988/1989: 4. miejsce w III lidze.
- 1989/1990: 2. miejsce w III lidze.
- 1990/1991: 1. miejsce w III lidze. Awans do II ligi
- 1991/1992: 7. miejsce w grupie wschodniej II ligi
- 1992/1993: 1. miejsce w grupie wschodniej II ligi. Awans do I ligi
- 1993/1994: 16. miejsce w I lidze. Spadek do II ligi
- 1994/1995: 7. miejsce w grupie wschodniej II ligi
- 1995/1996: 1. miejsce w II lidze. Awans do I ligi
- 1996/1997: 8. miejsce w I lidze
- 1997/1998: 2. miejsce w I lidze. Wicemistrzostwo Polski
- 1998/1999: 5. miejsce w I lidze
- 1999/2000: Mistrzostwo Polski. Puchar Ligi. Superpuchar Polski
- 2000/2001: 4. miejsce w I lidze Puchar Polski
- 2001/2002: 4. miejsce w I lidze
- 2002/2003: 8. miejsce w I lidze
- 2003/2004: 11. miejsce w I lidze
- 2004/2005: 10. miejsce w I lidze
- 2005/2006: 15. miejsce w I lidze. Spadek do II ligi
- 2006/2007: 6. miejsce w II lidze
- 2007/2008: 7. miejsce w II lidze. Awans do I ligi dzięki wykupieniu Dyskobolii
- 2008/2009: 4. miejsce w Ekstraklasie
- 2009/2010: 13. miejsce w Ekstraklasie
- 2010/2011: 7. miejsce w Ekstraklasie
- 2011/2012: 6. miejsce w Ekstraklasie
- 2012/2013: 6. miejsce w Ekstraklasie. Karna degradacja administracyjna do IV ligi
- 2013/2014: 1. miejsce w IV lidze w grupie mazowieckiej północnej. Awans do III ligi
- 2014/2015: 14. miejsce w III lidze w grupie łódzko-mazowieckiej.
- 2015/2016: 1. miejsce w III lidze w grupie łódzko-mazowieckiej. Awans do II ligi po barażu
- 2016/2017: 15. miejsce w II lidze. Spadek do III ligi
- 2017/2018: 4. miejsce w III lidze w grupie I
- 2018/2019: 6. miejsce w III lidze w grupie I
- 2019/2020: 17. miejsce w III lidze w grupie I, Sezon zakończony po 19 kolejkach z powodu wybuchu pandemii COVID-19 w Polsce
- 2020/2021: 4. miejsce w III lidze w grupie I
- 2021/2022: 1. miejsce w III lidze w grupie I. Awans do II ligi
- 2022/2023: 1. miejsce w II lidze. Awans do I ligi
- 2023/2024: 15. miejsce w I lidze.
- 2024/2025: 6. miejsce w I lidze. Przegrana w barażach o Ekstraklasę.

## Europejskie puchary
Polonia Warszawa w europejskich pucharach:
| Sezon   | Rozgrywki        | Runda    | Przeciwnik             | Dom | Wyjazd | Ogólnie    |
| ------- | ---------------- | -------- | ---------------------- | --- | ------ | ---------- |
| 1997    | Puchar Intertoto | Grupa 1  | Aalborg BK             |     | 0–2    | 5. miejsce |
| 1997    | Puchar Intertoto | Grupa 1  | Dynama-93 Mińsk        | 1–4 |        | 5. miejsce |
| 1997    | Puchar Intertoto | Grupa 1  | SC Heerenveen          |     | 0–0    | 5. miejsce |
| 1997    | Puchar Intertoto | Grupa 1  | MSV Duisburg           | 0–0 |        | 5. miejsce |
| 1998/99 | Puchar UEFA      | 1Q       | Sadam Tallinn          | 3–1 | 2–0    | 5–1        |
| 1998/99 | Puchar UEFA      | 2Q       | Dinamo Moskwa          | 0–1 | 0–1    | 0–2        |
| 1999    | Puchar Intertoto | 1R       | Tiligul-Tiras Tyraspol | 4–0 | 0–0    | 4–0        |
| 1999    | Puchar Intertoto | 2R       | FC Kopenhaga           | 1–1 | 3–0    | 4–1        |
| 1999    | Puchar Intertoto | 3R       | Vasas SC               | 2–0 | 2–1    | 4–1        |
| 1999    | Puchar Intertoto | Półfinał | FC Metz                | 1–1 | 1–5    | 2–6        |
| 2000/01 | Liga Mistrzów    | 2Q       | Dinamo Bukareszt       | 3–1 | 4–3    | 7–4        |
| 2000/01 | Liga Mistrzów    | 3Q       | Panathinaikos          | 2–2 | 1–2    | 3–4        |
| 2000/01 | Puchar UEFA      | 1R       | Udinese Calcio         | 0–1 | 0–2    | 0–3        |
| 2001/02 | Puchar UEFA      | Q        | The New Saints         | 4–0 | 2–0    | 6–0        |
| 2001/02 | Puchar UEFA      | 1R       | FC Twente              | 1–2 | 0–2    | 1–4        |
| 2002/03 | Puchar UEFA      | Q        | Sliema Wanderers       | 2–0 | 3–1    | 5–1        |
| 2002/03 | Puchar UEFA      | 1R       | FC Porto               | 2–0 | 0–6    | 2–6        |
| 2003    | Puchar Intertoto | 1R       | Toboł Kostanaj         | 0–3 | 1–2    | 1–5        |
| 2009/10 | Liga Europy      | 1Q       | Budućnost Podgorica    | 0–1 | 2–0    | 2–1        |
| 2009/10 | Liga Europy      | 2Q       | Juvenes/Dogana         | 4–0 | 1–0    | 5–0        |
| 2009/10 | Liga Europy      | 3Q       | NAC Breda              | 0–1 | 1–3    | 1–4        |

Legenda do wszystkich tabel:
- Q – runda eliminacyjna, 1/16, 1/8, 1/4, 1/2 – odpowiednia faza rozgrywek, Grupa – runda grupowa, 1r gr – pierwsza runda grupowa, 2r gr – druga runda grupowa, F – finał, R – runda, PO – play-off
- k. – rzuty karne, los. – losowanie, Dogr. – dogrywka, w. – zasada bramek strzelonych na wyjeździe

| Mecze | Zwycięstwa | Remisy | Porażki | Bramki |
| ----- | ---------- | ------ | ------- | ------ |
| 38    | 16         | 6      | 16      | 53:49  |

### Liga Mistrzów
Polonia występowała w kwalifikacjach do Ligi Mistrzów UEFA w 2000 roku. Jako Mistrz Polski rozpoczęła rozgrywki w drugiej rundzie kwalifikacyjnej, w której wyeliminowała rumuński zespół FC Dinamo Bukareszt. Odniosła dwukrotne zwycięstwo, w pierwszym meczu 4:3, a w drugim 3:1.
W trzeciej rundzie kwalifikacyjnej Polonia trafiła na grecki zespół Panathinaikos AO z którym przegrała zmagania o fazę grupową Ligi Mistrzów, remisując w pierwszym meczu 2:2, a w drugim przegrywając 1:2. Odpadnięcie w trzeciej rundzie pozwoliło Polonii na kontynuację gry w Pucharze UEFA w tym samym sezonie.

Z powodu braku stadionu spełniającego wymagania licencji UEFA Polonia domowe mecze rozgrywała na Stadionie Miejskim w Płocku.

### Liga Europy / Puchar UEFA
Zespół Czarnych Koszul pięciokrotnie brał udział w rozgrywkach o Ligę Europy / Puchar UEFA: w roku 1998, 2000, 2001, 2002 oraz 2009.

#### 1998/1999
W swoim pierwszym występie w Pucharze UEFA w 1998 roku w rundzie przedwstępnej Polonia wyeliminowała estoński zespół Sadam Talinn (zwyciężając w dwumeczu 2:0 i 3:1). W rundzie wstępnej kwalifikacji zespół Polonii został wyeliminowany przez Dinamo Moskwa (dwukrotnie przegrana 0:1).

#### 2000/2001
W swoim drugim występie w Pucharze UEFA w 2000 roku (po odpadnięciu z kwalifikacji o Ligę Mistrzów) Poloniści trafili na włoski zespół Udinese Calcio z którym przegrali dwukrotnie 0:1 i 0:2.

#### 2001/2002
W trzecim występie w Pucharze UEFA w 2001 roku w rundzie wstępnej Poloniści rozegrali dwumecz z walijskim zespołem The New Saints F.C., wygrywając oba spotkania (4:0 w meczu domowym i 2:0 na wyjeździe). Polonia mecz domowy rozegrała gościnnie na stadionie Widzewa Łódź. W I rundzie pucharu Polonia trafiła na holenderski zespół FC Twente, z którym przegrała oba spotkania (1:2 u siebie i 2:0 na wyjeździe). Polonia mecz domowy ponownie rozegrała gościnnie na stadionie Widzewa Łódź.

#### 2002/2003
W czwartym występie w Pucharze UEFA zespół Polonii w rundzie wstępnej wyeliminował maltański klub Sliemę Wanderers 2:0 i 3:1. W I rundzie pucharu Poloniści trafili na portugalski klub FC Porto (późniejszy zwycięzca tej edycji Pucharu UEFA), który okazał się zbyt mocny dla stołecznego klubu. W pierwszym, wyjazdowym meczu padł wynik 6:0, a w drugim Polonia wygrała 2:0. Mecz domowy został rozegrany na stadionie w Płocku.

#### 2009/2010
Polonia w sezonie 2009/2010 występowała w I edycji Lidze Europy UEFA. W pierwszej rundzie pokonała czarnogórski klub FK Budućnost Podgorica 2:0 w pierwszym meczu oraz przegrała w rewanżu 0:1, wygrywając w dwumeczu 2-1. W drugiej rundzie Polonia spotkała się z zespołem z San Marino AC Juvenes/Dogana. Pierwsze spotkanie zwyciężyła 1:0. W drugim wygrała 4:0 i awansowała do kolejnej rundy. W tej piłkarze „Czarnych Koszul” nie sprostali holenderskiemu NAC Breda, dwukrotnie przegrywając 0:1 i 1:3.

### Puchar Intertoto
Drużyna trzykrotnie występowała w Pucharze Intertoto. Pierwszy raz w 1997 roku, w tym czasie rozgrywki były prowadzone w systemie grupowym. Poloniści byli w jednej grupie z: Aalborg BK, Dynama-93 Mińsk, SC Heerenveen oraz MSV Duisburg. Zajęła ona ostatnie miejsce w grupie z dwoma punktami na koncie, remisując dwa oraz przegrywając dwa mecze. Swój drugi występ w tym pucharze zaliczyli po odpadnięciu w drugiej rundzie Pucharu UEFA w 1999 roku. Wtedy rozgrywki prowadzone były systemem pucharowym. W pierwszej rundzie Polonia pokonała Tiligul-Tiras Tyraspol w pierwszym meczu 4:0, a w drugim zremisowała 0:0. W drugiej rundzie „Czarne Koszule” spotkały się z FC København, z którymi wygrały w pierwszym meczu 3:1, a w drugim zremisowali 1:1. Natomiast w trzeciej rundzie spotkali się z zespołem Vasas SC, który pokonali w pierwszym meczu 2:0, a w drugim 2:1.
W pucharze tym doszli aż do półfinału. Jednak na przeszkodzie w wystąpieniu w finale stanął zespół FC Metz, który pokonał Polonię w pierwszym meczu 5:1, a w drugim zremisował 1:1. Natomiast swój ostatni występ w tym pucharze Polonia miała w 2003 roku. Jednak wystąpili oni jedynie w pierwszej rundzie grając z Tobył Kostanaj, z którym przegrali dwukrotnie 0:3 i 1:2.

## Szkoleniowcy
- George Burford (1921)
- Sid Kimpton (1921–22)
- Ludwik Šmid (1923–24)
- Gustav Tauber (1925)
- František Koželuh (1928–29)
- Josef Steyskal (1929)
- Feliks Śliwiński (1930–31)
- Jozef Ferenczi (1934)
- Jerzy Bułanow (1935–37)
- Karol Kossok (1938–1939)
- Zenon Pieniążek (1945–1946)

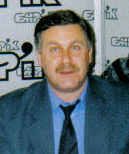
Jerzy Engel – trener klubu w latach 1978 i 1995–1996

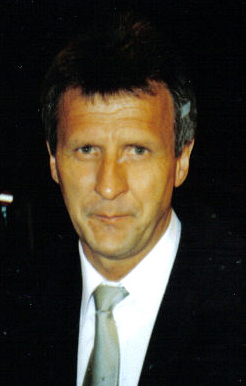
Stefan Majewski – trener klubu w latach 1994 i 1995–1996

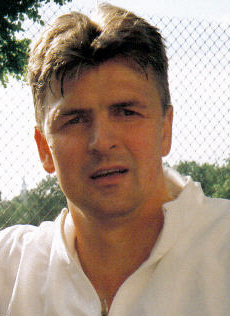
Dariusz Wdowczyk – trener klubu w latach 1998−2000 i 2007-08

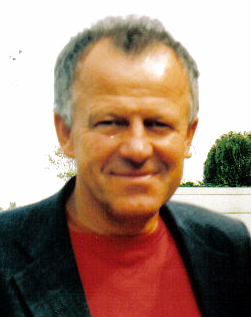
Verner Lička – trener klubu w latach 1998−2000 i 2007-08

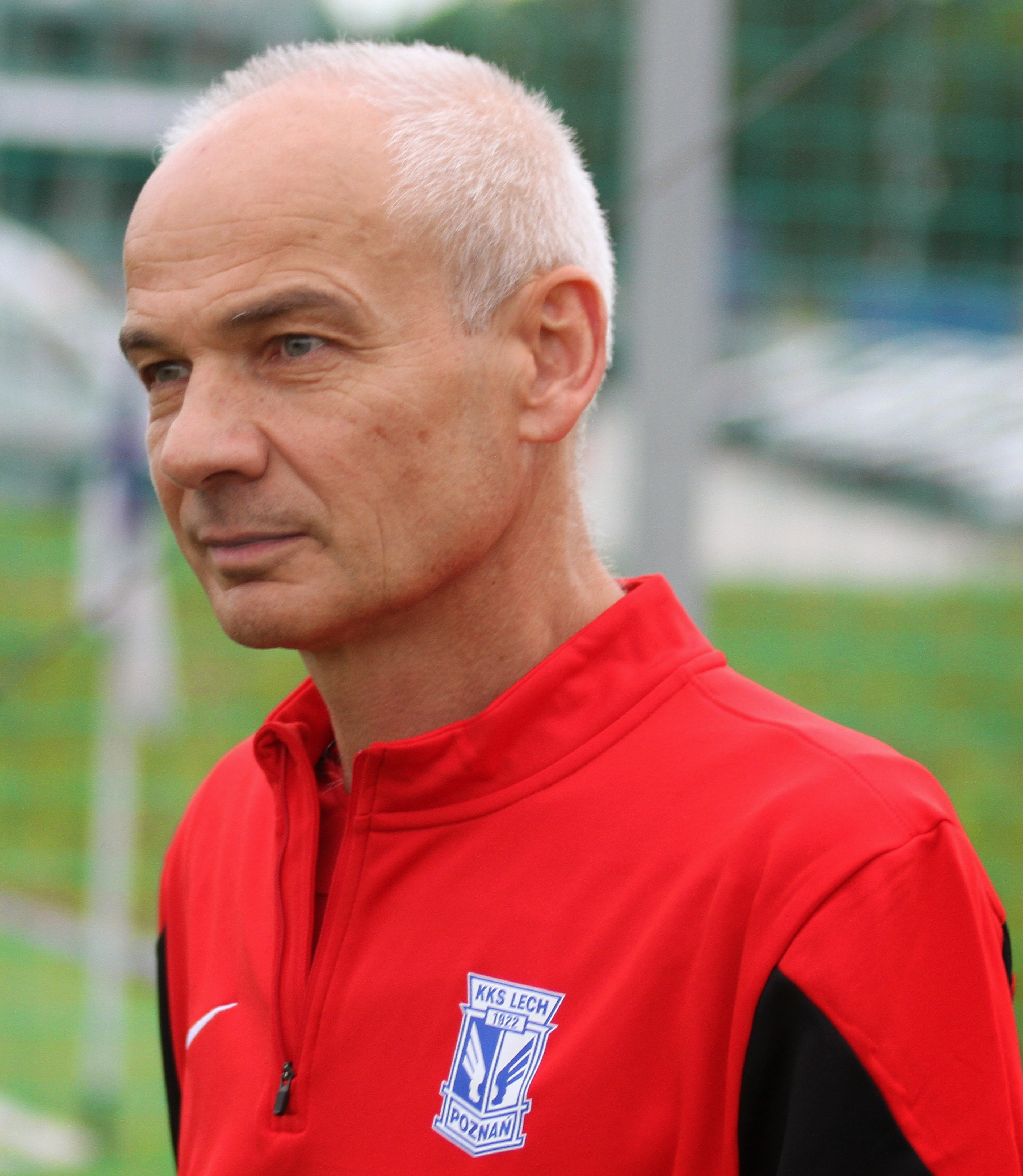
Krzysztof Chrobak – trener klubu w latach 2002-04 i 2017-19

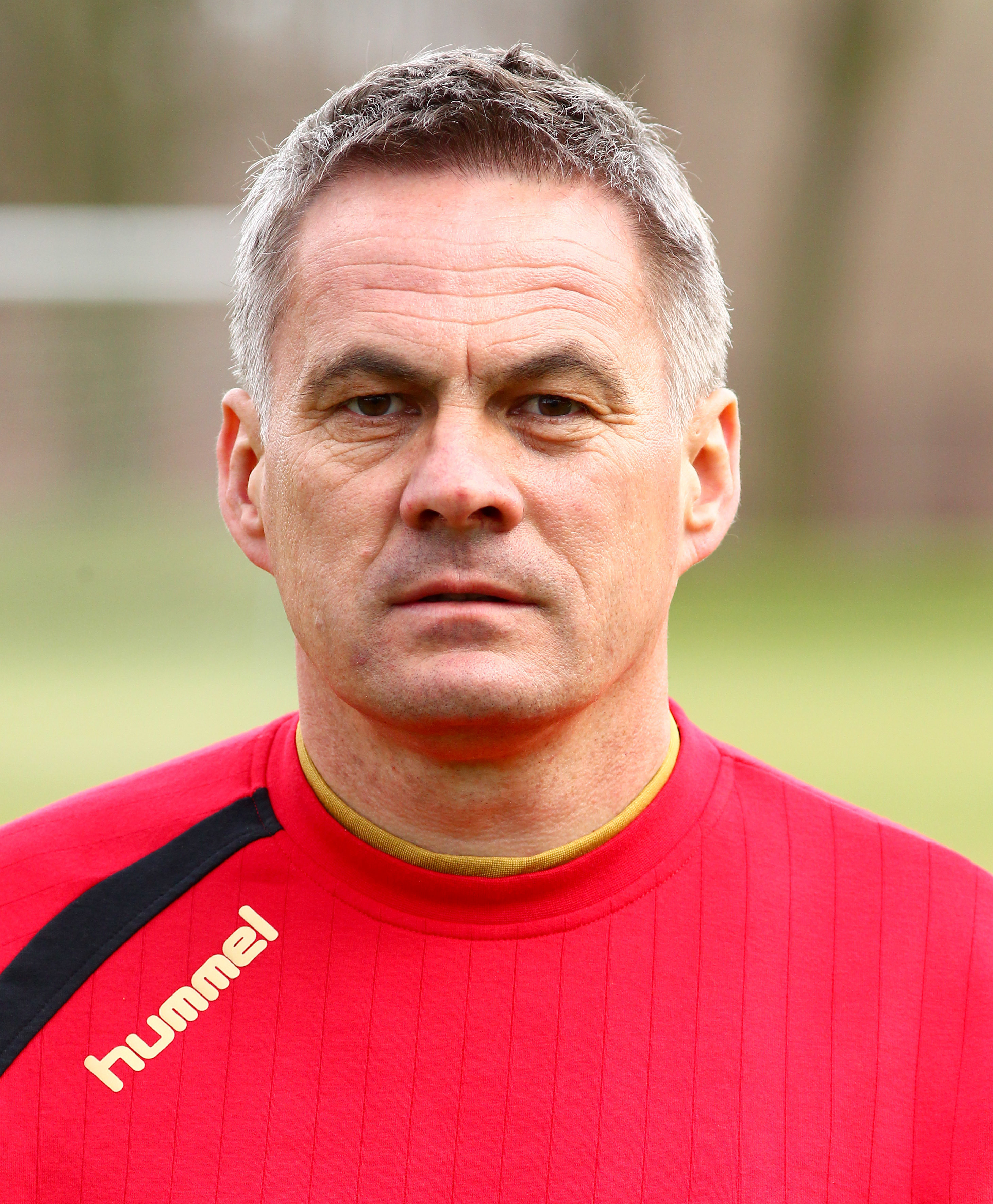
Jacek Zieliński – trener klubu w latach 2008-09 i 2011-12

- Stanisław Maszner i Zenon Pieniążek (1946)
- Zenon Pieniążek (1947)
- Károly Fogl (1947–48)
- Zenon Pieniążek (1948)
- Károly Fogl (1948)
- Tadeusz Foryś (1948–49)
- Edward Brzozowski (1949–50)
- Tadeusz Foryś (1950–51)
- Władysław Szczepaniak (1951–52)
- Czesław Wiśniewski (1953)
- Władysław Szczepaniak (1953)
- Wacław Kuchar (1953–56)
- Bolesław Popiołek (1957–58)
- Jerzy Szularz (1958–59)
- Edward Brzozowski (1960)
- Zdzisław Gierwatowski (1961)
- Kazimierz Sowiński (1961)
- Zdzisław Gierwatowski (1962)
- Kazimierz Łabęda (1962–63)
- brak danych (1963–65)
- Zdzisław Gierwatowski (1966–68)
- Marian Kurżak (1968)
- Edward Brzozowski (1968–71)
- Władysław Siech (1971–72)
- Henryk Misiak (1972–74)
- Edward Brzozowski (1974)
- Andrzej Zamilski (1974–75)
- Waldemar Obrębski (1976–77)
- Zbigniew Szymczak (1977–78)
- Henryk Misiak (1978)
- Jerzy Engel (1978)
- Rudolf Kapera (1979–82)
- Marian Szarama (1982)
- Rudolf Kapera (1983)
- Zbigniew Szymczak (1983–84)
- Ryszard Piętka (1984–85)
- Jan Pieszko (1985–88)
- Stanisław Dawidczyński (1988–92)
- Mirosław Jabłoński (lipiec 1992 – czerwiec 1993)
- Stefan Majewski (kwiecień 1994 – czerwiec 1994)
- Mirosław Jabłoński (lipiec 1994 – czerwiec 1995)
- Stefan Majewski (kwiecień 1995 – październik 1996)
- Jerzy Engel (lipiec 1995 – czerwiec 1996)
- Mieczysław Broniszewski (październik 1996 – wrzesień 1997)
- Dariusz Wdowczyk (listopad 1998 – grudzień 2000)
- Albin Mikulski (grudzień 2000 – czerwiec 2001)
- Verner Lička (czerwiec 2001 – maj 2002)
- Janusz Białek (maj 2002 – listopad 2002)
- Krzysztof Chrobak (listopad 2002 – marzec 2004)
- Mieczysław Broniszewski (marzec 2004 – czerwiec 2004)
- Marek Motyka (czerwiec 2004 – czerwiec 2005)
- Dariusz Kubicki (czerwiec 2005 – październik 2005)
- Jan Żurek (styczeń 2006 – kwiecień 2006)
- Andrzej Wiśniewski (kwiecień 2006 – sierpień 2006)
- Jerzy Engel jr. (sierpień 2006 – październik 2006)
- Waldemar Fornalik (październik 2006 – październik 2007)
- Dariusz Wdowczyk (październik 2007 – kwiecień 2008)
- Jerzy Kowalik (kwiecień 2008 – wrzesień 2008)
- Jacek Zieliński (10 lipca 2008 – 14 marca 2009)
- Bogusław Kaczmarek ( 14 marca 2009 – 21 kwietnia 2009)
- Jacek Grembocki ( 21 kwietnia 2009 – sierpień 2009)
- Dušan Radolský (sierpień 2009 – listopad 2009)
- Michał Libich (tymczasowy) – (listopad 2009)
- José Mari Bakero (listopad 2009 – wrzesień 2010)
- Paweł Janas (wrzesień 2010 – grudzień 2010)
- Theo Bos (styczeń 2011 – marzec 2011)
- Jacek Zieliński (marzec 2011 – marzec 2012)
- Piotr Stokowiec  (tymczasowy) – (marzec 2012)
- Czesław Michniewicz (marzec 2012 – maj 2012)
- Piotr Stokowiec (lipiec 2012 – 18 czerwca 2013)
- Piotr Dziewicki (lipiec 2013 – sierpień 2014)
- Piotr Szczechowicz (sierpień 2014 – październik 2014)
- Dariusz Dźwigała (listopad 2014 – grudzień 2014)
- Marek Końko (styczeń 2015 – maj 2015)
- Igor Gołaszewski (maj 2015 – marzec 2017)
- Wojciech Szymanek (marzec 2017 – lipiec 2017)
- Krzysztof Chrobak (lipiec 2017 – grudzień 2019)
- Wojciech Szymanek (styczeń 2020 – czerwiec 2021)
- Rafał Smalec (lipiec 2021 – sierpień 2024)
- Mariusz Pawlak (sierpień 2024 - obecnie)

## Zawodnicy

### Piłkarze Polonii jako królowie strzelców
W 1998 roku piłkarz Polonii Arkadiusz Bąk został razem z Sylwestrem Czereszewskim i Mariuszem Śrutwą królem strzelców polskiej ekstraklasy, zdobywając 14 bramek.
W 2007 roku Jacek Kosmalski został królem strzelców polskiej drugiej ligi, zdobywając 19 bramek.
W 2019 roku Krystian Pieczara został królem strzelców III ligi (grupa I), zdobywając 31 bramek.

### Piłkarze Polonii w reprezentacji Polski
| Lp. | Imię i nazwisko       | Liczba występów w reprezentacji A (bramki) podczas gry w Polonii | Data       | Przeciwnik                 | Wynik |
| --- | --------------------- | ---------------------------------------------------------------- | ---------- | -------------------------- | ----- |
| 1   | Jan Loth              | 5                                                                | 18.12.1921 | Węgry – Polska             | 1:0   |
| 2   | Artur Marczewski      | 1                                                                | 18.12.1921 | Węgry – Polska             | 1:0   |
| 3   | Mieczysław Czajkowski | 2                                                                | 02.09.1925 | Estonia – Polska           | 0:0   |
| 4   | Aleksander Tupalski   | 3 (1)                                                            | 02.09.1925 | Estonia – Polska           | 0:0   |
| 5   | Stefan Loth           | 1                                                                | 04.07.1926 | Polska – Estonia           | 1:0   |
| 6   | Stefan Kisieliński    | 2                                                                | 10.06.1928 | Polska – Stany Zjednoczone | 3:3   |
| 7   | Bronisław Seichter    | 2                                                                | 10.06.1928 | Polska – Stany Zjednoczone | 3:3   |
| 8   | Jerzy Bułanow         | 21                                                               | 01.07.1928 | Polska – Szwecja           | 2:1   |
| 9   | Włodzimierz Krygier   | 1                                                                | 27.10.1928 | Czechosłowacja – Polska    | 2:1   |
| 10  | Władysław Szczepaniak | 34                                                               | 28.09.1930 | Szwecja – Polska           | 0:3   |
| 11  | Leonard Malik         | 1 (1)                                                            | 26.10.1930 | Polska – Łotwa             | 6:0   |
| 12  | Walerian Kisieliński  | 2                                                                | 13.08.1936 | Norwegia – Polska          | 2:3   |
| 13  | Erwin Nyc             | 11                                                               | 12.09.1937 | Polska – Dania             | 3:1   |
| 14  | Henryk Jaźnicki       | 1                                                                | 27.08.1939 | Polska – Węgry             | 4:2   |
| 15  | Tadeusz Świcarz       | 5                                                                | 11.06.1947 | Norwegia – Polska          | 3:1   |
| 16  | Edward Brzozowski     | 6                                                                | 26.10.1947 | Rumunia – Polska           | 0:0   |
| 17  | Henryk Borucz         | 5                                                                | 10.07.1949 | Węgry – Polska             | 8:2   |
| 18  | Zygmunt Ochmański     | 1                                                                | 10.07.1949 | Węgry – Polska             | 8:2   |
| 19  | Marian Łącz           | 2                                                                | 04.06.1950 | Polska – Węgry             | 2:5   |
| 20  | Edmund Zientara       | 1                                                                | 30.10.1950 | Bułgaria – Polska          | 0:1   |
| 21  | Zdzisław Wesołowski   | 1                                                                | 27.05.1951 | Węgry – Polska             | 6:0   |
| 22  | Arkadiusz Bąk         | 8                                                                | 08.02.1998 | Paragwaj – Polska          | 4:0   |
| 23  | Grzegorz Wędzyński    | 1                                                                | 15.07.1998 | Ukraina – Polska           | 0:1   |
| 24  | Arkadiusz Kaliszan    | 1                                                                | 26.01.2000 | Hiszpania – Polska         | 4:0   |
| 25  | Tomasz Wieszczycki    | 1                                                                | 23.02.2000 | Francja – Polska           | 1:0   |
| 26  | Tomasz Kiełbowicz     | 3                                                                | 23.02.2000 | Francja – Polska           | 1:0   |
| 27  | Mariusz Pawlak        | 1                                                                | 04.06.2000 | Polska – Holandia          | 1:3   |
| 28  | Emmanuel Olisadebe    | 5 (3)                                                            | 16.08.2000 | Rumunia – Polska           | 1:1   |
| 29  | Paweł Kaczorowski     | 6 (1)                                                            | 15.08.2001 | Islandia – Polska          | 1:1   |
| 30  | Tomasz Ciesielski     | 1                                                                | 10.02.2002 | Polska – Wyspy Owcze       | 2:1   |
| 31  | Marcin Kuś            | 2                                                                | 21.08.2002 | Polska – Belgia            | 1:1   |
| 32  | Konrad Gołoś          | 1                                                                | 28.04.2005 | Meksyk – Polska            | 1:1   |
| 33  | Radosław Majewski     | 1                                                                | 20.08.2008 | Ukraina – Polska           | 1:0   |
| 34  | Tomasz Jodłowiec      | 25                                                               | 11.10.2008 | Polska – Czechy            | 2:1   |
| 35  | Sebastian Przyrowski  | 5                                                                | 14.12.2008 | Polska – Serbia            | 1:0   |
| 36  | Łukasz Trałka         | 6                                                                | 07.02.2009 | Polska – Litwa             | 1:1   |
| 37  | Tomasz Brzyski        | 2                                                                | 17.01.2010 | Polska – Dania             | 1:3   |
| 38  | Adrian Mierzejewski   | 12 (1)                                                           | 29.05.2010 | Polska – Finlandia         | 0:0   |
| 39  | Euzebiusz Smolarek    | 4 (1)                                                            | 04.09.2010 | Polska – Ukraina           | 1:1   |
| 40  | Dariusz Pietrasiak    | 2                                                                | 07.09.2010 | Polska – Australia         | 1:2   |
| 41  | Maciej Sadlok         | 3                                                                | 25.03.2011 | Litwa – Polska             | 2:0   |
| 42  | Paweł Wszołek         | 3                                                                | 12.10.2012 | Polska – Południowa Afryka | 1:0   |
| 43  | Łukasz Teodorczyk     | 1 (2)                                                            | 02.02.2013 | Polska – Rumunia           | 4:1   |

Źródła:

### Numery zastrzeżone
12 –  Dla fanów klubu (12 zawodnik)

### Obecny skład
Stan na 18 lutego 2025
| Nr | Poz. | Piłkarz                                          |
| -- | ---- | ------------------------------------------------ |
| 1  | BR   | Adrian Sandach                                   |
| 2  | OB   | Michał Grudniewski                               |
| 4  | OB   | Przemysław Szur                                  |
| 5  | OB   | Erjon Hoxhallari                                 |
| 7  | PO   | Marcin Kluska                                    |
| 8  | PO   | Oliwier Wojciechowski                            |
| 9  | NA   | Łukasz Zjawiński                                 |
| 10 | PO   | Michał Bajdur                                    |
| 11 | NA   | Mateusz Młyński                                  |
| 13 | OB   | Antoni Grzelczak                                 |
| 15 | PO   | Dani Vega                                        |
| 16 | PO   | Krzysztof Koton                                  |
| 17 | PO   | Marcel Predenkiewicz (wypożyczony z Arki Gdynia) |

| Nr | Poz. | Piłkarz                                               |
| -- | ---- | ----------------------------------------------------- |
| 19 | PO   | Mykyta Wasin                                          |
| 21 | PO   | Antoni Kapusta                                        |
| 22 | OB   | Paweł Olszewski (wypożyczony z Jagiellonii Białystok) |
| 23 | PO   | Xabi Auzmendi                                         |
| 24 | PO   | Ernest Terpiłowski                                    |
| 26 | OB   | Michał Kołodziejski                                   |
| 30 | OB   | Souleymane Cissé                                      |
| 33 | BR   | Michał Brudnicki                                      |
| 37 | OB   | Nikodem Zawistowski                                   |
| 55 | PO   | Bartłomiej Poczobut                                   |
| 90 | NA   | Kacper Śpiewak                                        |
| 96 | BR   | Mateusz Kuchta (kapitan)                              |
| 99 | OB   | İlkay Durmuş                                          |

### Piłkarze na wypożyczeniu
Stan na 18 lutego 2025
| Nr | Poz. | Piłkarz                                               |
| -- | ---- | ----------------------------------------------------- |
|    | PO   | Bartosz Falbierski (wypożyczony do Unii Skierniewice) |
|    | BR   | Jakub Lemanowicz (wypożyczony do Pogoni Siedlce)      |

## Stadion

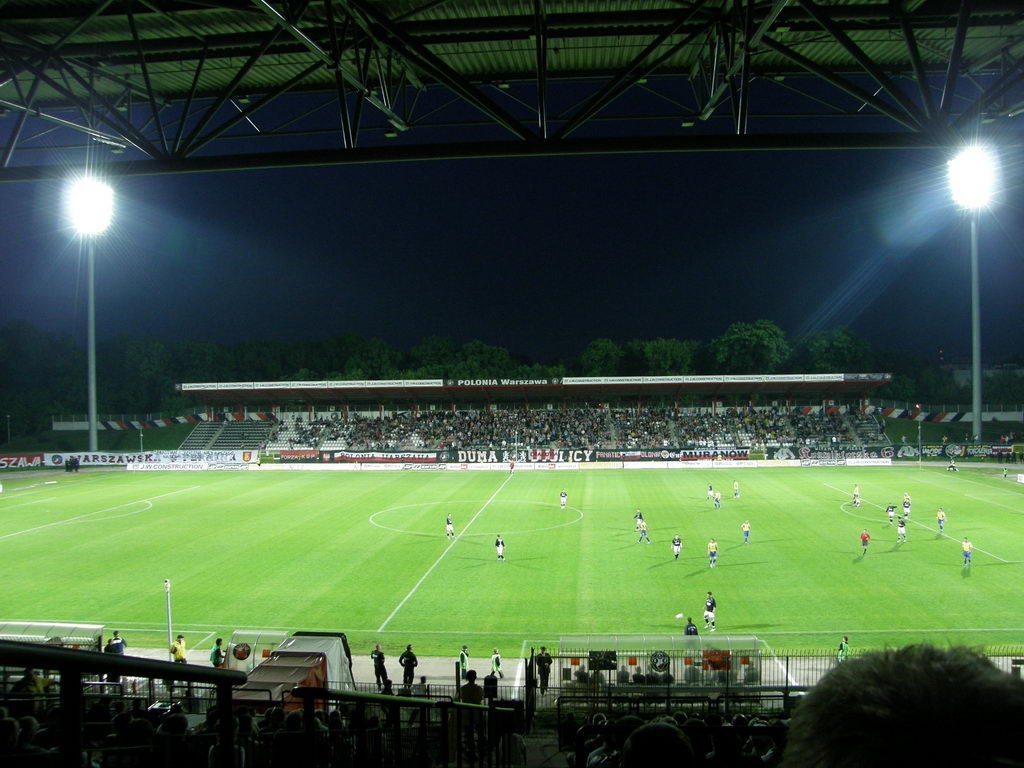
Trybuna „Kamienna”

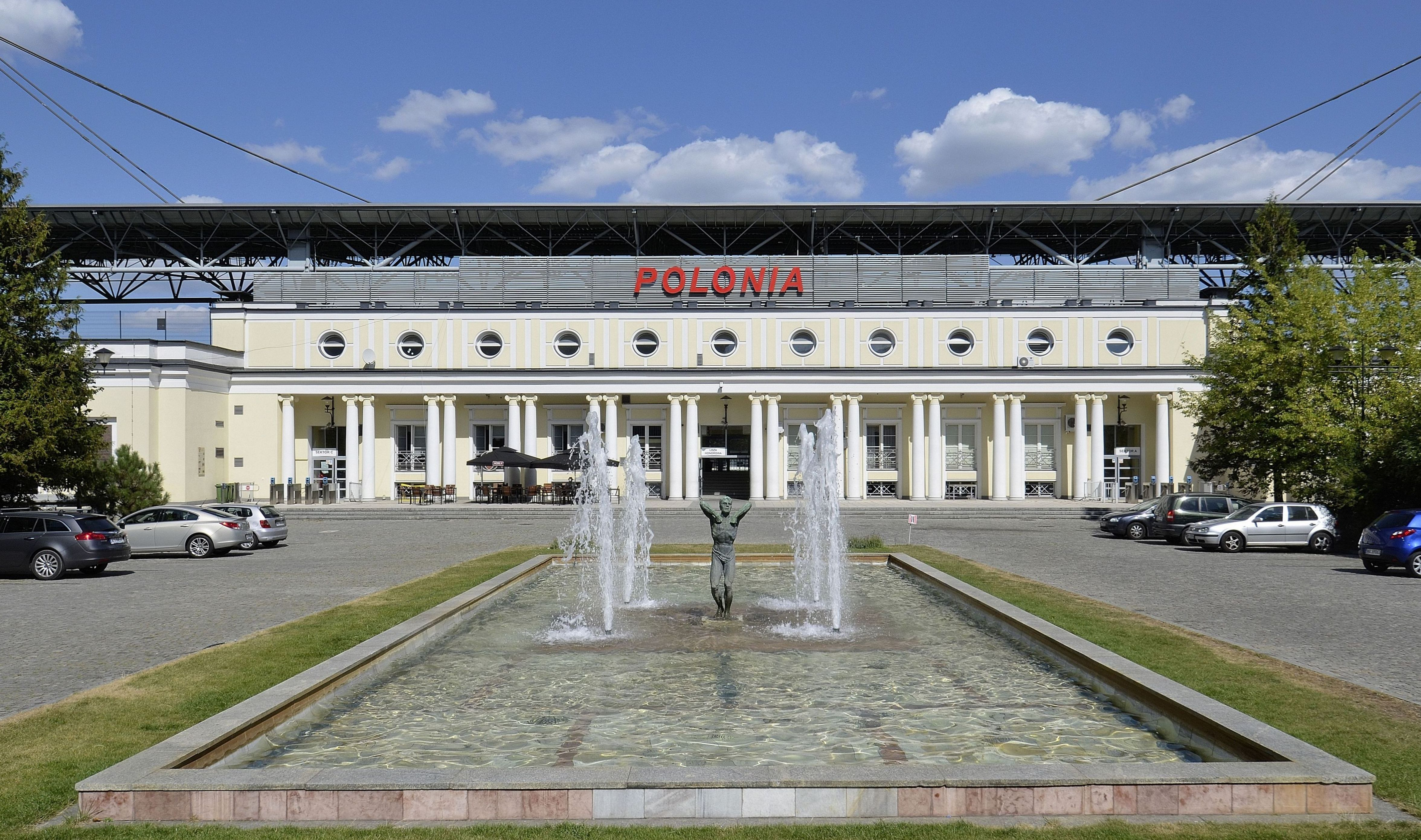
Stadion od strony ul. Bonifraterskiej

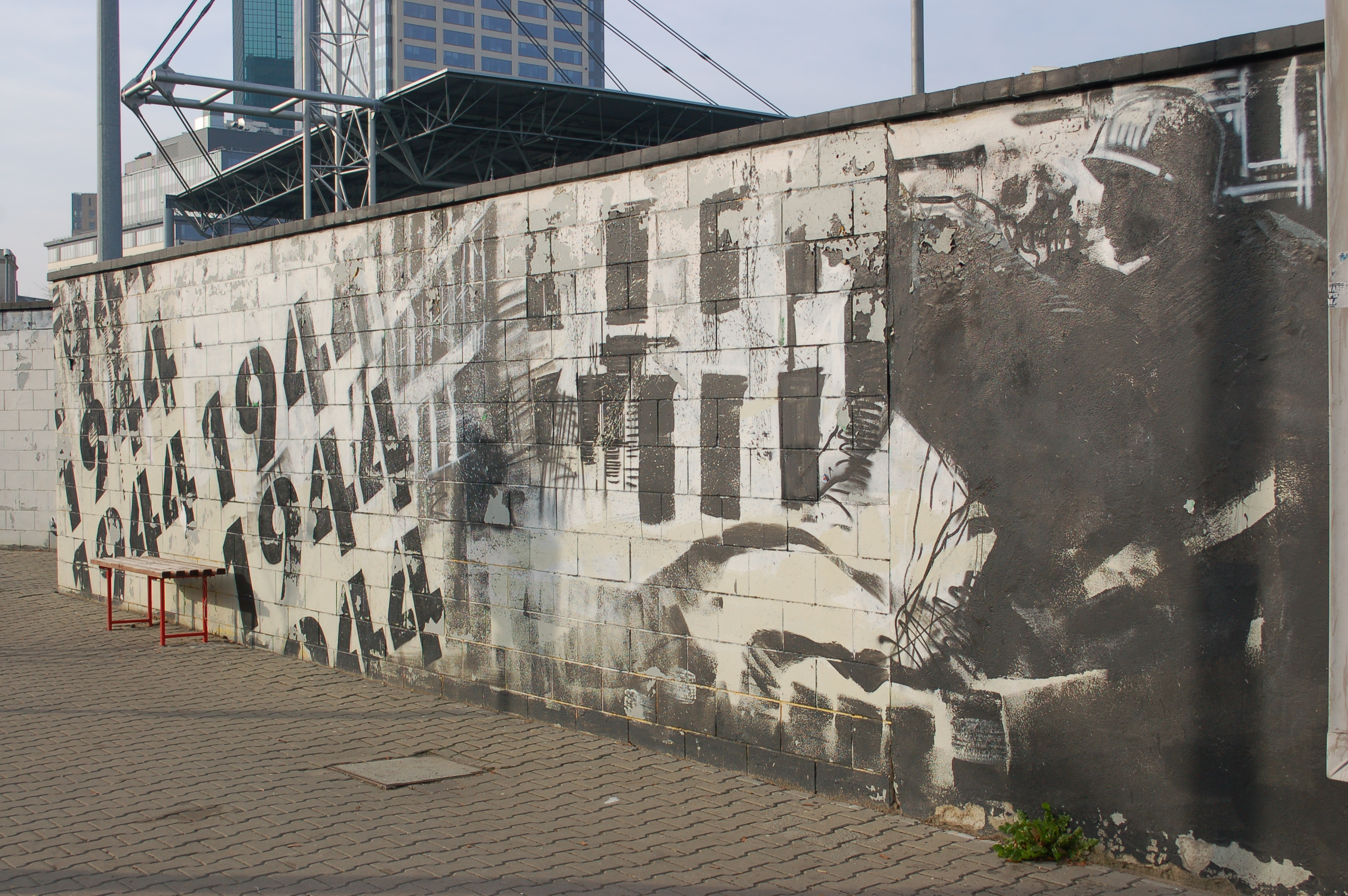
Mural przy stadionie upamiętniający powstanie warszawskie

Stadion Polonii im. generała Kazimierza Sosnkowskiego mieści się na Nowym Mieście w dzielnicy Śródmieście przy ulicy Konwiktorskiej 6. Swoje mecze na tym stadionie Polonia rozgrywa od 1928 roku, wcześniej grała na Agrykoli lub Dynasach. Po II wojnie światowej, do czasu odzyskania stadionu, Polonia grała gościnnie na stadionie Wojska Polskiego, natomiast w czasie eliminacji do Ligi Mistrzów w 2001 roku grała na stadionach Widzewa Łódź oraz Wisły Płock. Trybuny stadionu dzielą się na trzy części:
- Trybunę Główną oraz trybunę „Kamienną” dla gospodarzy – 6500 miejsc siedzących[87]
- Trybunę „Północną” (sektor gości) – 352 miejsca[88]

Stadion posiada oświetlenie o mocy 1600 luxów oraz podgrzewaną murawę. Dach nad trybuną Główną jest zawieszony na dwóch pylonach o wysokości 30 m.
Na Mistrzostwa Europy w Piłce Nożnej 2012 stadion ten był bazą treningową Reprezentacji Polski. Na stadionie odbywają się treningi reprezentacji Polski w piłce nożnej, mecze futbolistów Warsaw Eagles i Reprezentacji Polski w rugby. Na stadionie odbył się również mecz reprezentacji Polski kobiet w piłce nożnej z Mołdawią w ramach eliminacji Mistrzostw Europy Kobiet 2021 wygrany przez Polskę 5:0.

### Modernizacja
3 kwietnia 2007 na konferencji prasowej w Ratuszu obwieszczono plany miasta Warszawy na modernizację stadionu piłkarskiego Polonii jako w pełni zadaszonego obiektu na 15 tys. miejsc siedzących, jak i wybudowania przy nim hali sportowej dla koszykówki na 4,5 tys. widzów i krytego basenu 50-metrowego. Koszt modernizacji miał wynieść około 180 mln. 30 sierpnia 2018 Rada m.st. Warszawy przegłosowała uchwałę o wpisaniu 158 milionów złotych na rozbudowę Centrum Szkolenia Młodzieży przy ul. Konwiktorskiej 6 do Wieloletniej Prognozy Finansowej 2018 - 2045.
W dniu 8 listopada 2024 r. projekt budowy Ośrodka Polonia przy Konwiktorskiej 6 uzyskał pozwolenie na budowę. Projekt zakłada budowę nie tylko stadionu piłkarskiego, ale także budynków hali sportowej i centrum wsparcia sportu, placu między nimi oraz podziemnego parkingu.
Nowy kompleks ma powstać w formule partnerstwa publiczno-prywatnego (PPP). Udziałem w przedsięwzięciu zainteresowane są cztery podmioty: Konsorcjum: Acciona Concesiones S.L. i Mostostal Warszawa; Strabag - Projekt (we współpracy z właścicielem klubu Grégoire Nitot); Project Development 4 oraz Korporacja Budowlana Doraco.

### 10. najwyższych frekwencji w XXI wieku
| Nr | Poziom ligowy | Wynik | Przeciwnik            | Widzów na stadionie           | % pojemności obiektu | Data       |
| -- | ------------- | ----- | --------------------- | ----------------------------- | -------------------- | ---------- |
| 1  | III liga      | 3:2   | Legionovia            | 6500 (brak kibiców gości)     | 95%                  | 11.06.2022 |
| .  | Liga Europy   | 0:1   | NAC Breda             | 6500 (zamknięty sektor gości) | 95%                  | 30.07.2009 |
| .  | Ekstraklasa   | 2:1   | Legia Warszawa        | 6500 (brak kibiców gości)     | 95%                  | 18.09.2011 |
| 4  | Ekstraklasa   | 1:1   | Piast Gliwice         | 6300                          | 92%                  | 30.05.2013 |
| 5  | Ekstraklasa   | 1:1   | Górnik Zabrze         | 6097                          | 89%                  | 17.11.2012 |
| 6  | Ekstraklasa   | 1:3   | Korona Kielce         | 6000                          | 88%                  | 12.09.2010 |
| 7  | Ekstraklasa   | 0:1   | Legia Warszawa        | 6000                          | 88%                  | 24.08.2003 |
| 8  | Ekstraklasa   | 2:0   | Jagiellonia Białystok | 5523                          | 81%                  | 10.05.2011 |
| 9  | Ekstraklasa   | 3:1   | Widzew Łódź           | 5521                          | 81%                  | 28.09.2012 |
| 10 | Ekstraklasa   | 3:0   | Legia Warszawa        | 5500                          | 80%                  | 13.08.2010 |

## Kibice

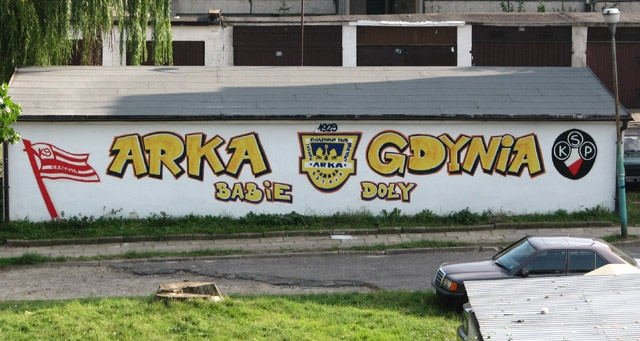
Mural w Gdyni z herbami zaprzyjaźnionych klubów: Cracovii, Arki i Polonii

W sezonie 2012/2013, średnia frekwencja na meczach Polonii wynosiła ok. 4425 kibiców. Po spadku do niższych lig, frekwencja malała, a po spadku z II ligi w sezonie 2016/2017 – wynosiła średnio ok. tysiąca kibiców. W sezonie I ligi 2023/2024 średnia frekwencja na stadionie wynosiła 2269 kibiców.
Najzagorzalsi fani Czarnych Koszul zasiadają na trybunie „Kamiennej” (od sezonu 2018/2019 do sezonu 2023/2024, w związku z niską frekwencją, trybuna podczas meczów nie jest udostępniana i „młyn” kibiców Polonii był umieszczany w sektorze C Trybuny Głównej). Najważniejsze flagi to „Duma Stolicy”, „Warszawska Ferajna”, „Czarne Koszule”, „Muranów”, „Bielany”, „Ochota”, „Polonia Warszawa”, „Konwiktorska 6”, „Polonia Restituta”, „K6 on tour”.
W sierpniu 2004 roku, kibice Polonii adoptowali czarną jaguarzycę Beatę, która mieszkała w Ogrodzie Zoologicznym w Warszawie. Nazywała się Beata Konwiktorska VI i była symbolem klubu oraz kibiców. Zwierzę zmarło 16 stycznia 2020 roku.
Kibice warszawskiej Polonii przyjaźnią się z kibicami klubów: Sandecja Nowy Sącz oraz z Ligallo Fondo Norte (grupą kibiców Realu Saragossa). W październiku 2017 została zakończona kibicowska „zgoda” z kibicami Cracovii. Przyjaźń ta – której początki sięgały lat 20. XX wieku – była najstarszą przyjaźnią kibicowską w Polsce. Dawniej kibice przyjaźnili się także z kibicami Pogoni Lwów, Lecha Poznań, Korony Kielce, ŁKS-u Łódź, Avii Świdnik, Stali Stalowa Wola, Stali Mielec, Jezioraka Iława, Broni Radom, Arki Gdynia.
Kibicami Polonii są lub byli między innymi: Doman Nowakowski, Maciej Dowbor, Jan Englert, Michał Listkiewicz, Stanisław Tym, Kazimierz Górski, Krzysztof Ibisz, Marek Jurek, Grzegorz Jankowski, Wojciech Wysocki, Hanna Śleszyńska, Tomasz Konatkowski, Piotr Zychowicz, Wojciech Tomczyk oraz Stefan Friedmann.

## Derby Warszawy

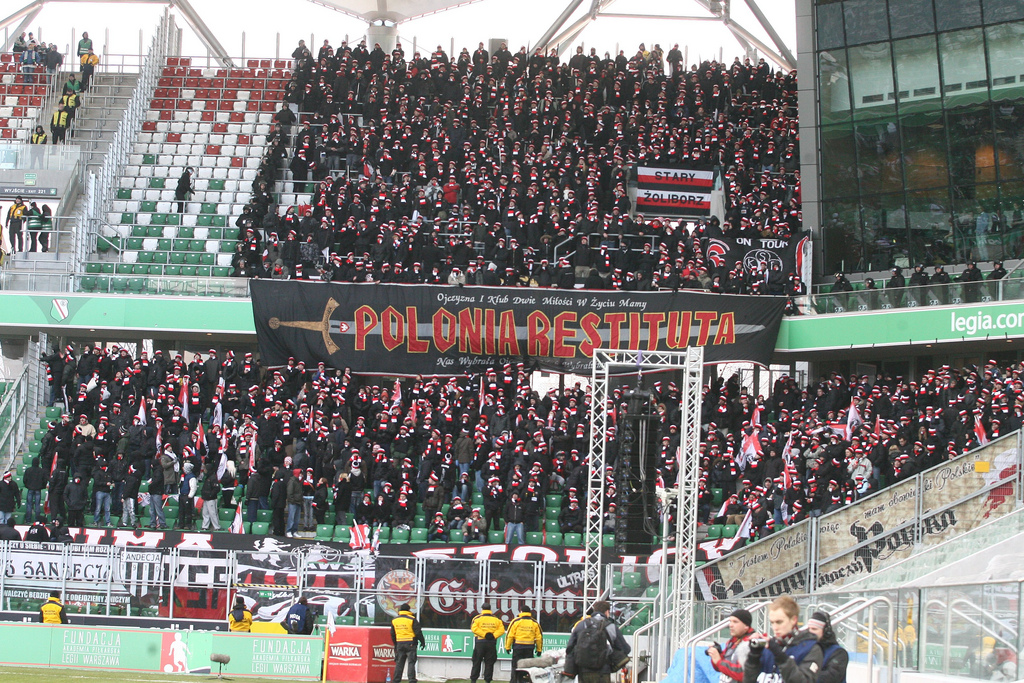
Kibice Polonii na stadionie Legii Warszawa w czasie derbów

Derby Warszawy są jednymi z najważniejszych w Polsce, obok Krakowa, Górnego Śląska, Łodzi i Trójmiasta. Rywalem Polonii w derbach jest Legia Warszawa. Pierwszy mecz derbowy odbył się w 1921 roku. Ostatnie, jak dotychczas, spotkanie miało miejsce 30 marca 2013.
| Wszystkie mecze |                    |        |                  |
| Mecze           | Zwycięstwa Polonii | Remisy | Zwycięstwa Legii |
| 78              | 29                 | 20     | 29               |

## Sponsorzy klubu
| Lata        | Sponsorzy                        |
| ----------- | -------------------------------- |
| 1977        | Polam                            |
| 1993 – 1995 | Agfa                             |
| 1995 – 1996 | Empik                            |
| 1996 – 1997 | Empik, CANAL+                    |
| 1997 – 1998 | Wizja TV, Kazimierz Zdrój        |
| 1998 – 1999 | Wizja TV, Dromex                 |
| 1999 – 2000 | HOOP, Stoen, Dromex              |
| 2000 – 2001 | Stoen                            |
| 2001 – 2002 | KOOP, Stoen, Dromex              |
| 2002 – 2003 | KOOP                             |
| 2004 – 2005 | Edbud (jesień), media 5 (wiosna) |
| 2005 – 2006 | Blachy Pruszyński                |
| 2006 – 2012 | JW Construction                  |
| 2012 – 2013 | Ideon                            |
| 2013        | Murapol                          |
| 2013 – 2014 | SKOK Wołomin                     |
| 2014 – 2015 | Comarch                          |
| 2015 – 2016 | Etoto                            |
| 2017 – 2018 | AGRO TFI                         |
| od 2020     | Sii Polska                       |

| Lata        | Sponsorzy      |
| ----------- | -------------- |
| 1991 – 1992 | Le Coq Sportif |
| 1992 – 1993 | Adidas         |
| 1993 – 1995 | Mizuno         |
| 1995 – 1996 | Hummel         |
| 1996 – 1997 | Diadora        |
| 1997 – 1999 | ASICS          |
| 1999 – 2006 | Tico           |
| 2006 – 2009 | Zina           |
| 2009 – 2013 | Hummel         |
| 2013 – 2016 | Zina           |
| 2016 – 2019 | New Balance    |
| 2019 – 2021 | Keeza          |
| od 2021     | Hummel         |

## Pozostałe informacje
- Piłkarz, który był związany przez większą część swojej kariery z Polonią Warszawa, Jan Loth, jako jedyny w historii Reprezentacji Polski zagrał w niej jako bramkarz (w 3 spotkaniach), a w pozostałych jako napastnik.
- 7 sierpnia 1927 w barwach Polonii w meczu z Ruchem Hajduki Wielkie swój pierwszy mecz w lidze rozegrał Zygmunt Biedrzycki, mając wtedy zaledwie 15 lat[136].
- Swoje najwyższe zwycięstwo Polonia odniosła w 1916 z Zamoyszczanką (istniała tylko 1 rok) wygrywając 23:0[137].
- 21 listopada 1992 roku w barwach Polonii w spotkaniu z Borutą Zgierz w zespole „Czarnych Koszul” wystąpili Stanisław Terlecki wraz ze swoim synem Maciejem (w tym dniu Maciej miał 15 lat i 257 dni – najmłodszy gracz na zapleczu Ekstraklasy). Był to bezprecedensowy przypadek w historii polskiego futbolu[138].
- Swoją najwyższą porażkę Polonia poniosła z Cracovią w lipcu 1917 przegrywając 1:10.
- W czerwcu 1921 roku na meczu Polonia Warszawa – Cracovia obecny był Józef Piłsudski.
- Marian Łącz to jeden z lepszych piłkarzy w historii Polonii Warszawa. Zdobył z drużyną Puchar Polski w 1952 roku. Piłkarz okazał się być również utalentowanym aktorem i zdobył serca publiczności rolami w takich filmach jak Janosik czy Alternatywy 4.
- Polonia jest ukochaną drużyną bohaterów popularnej powieści dla młodzieży Do przerwy 0:1.
- W serialu telewizyjnym pt. Siedem życzeń dozorca bloku Alfred Rosolak występuje w bluzie Polonii Warszawa (odc. 1 pt. Rademenes).
- Polonia Warszawa to zespół, któremu kibicuje grany przez Kazimierza Kaczora tytułowy bohater serialu „Jan Serce”.
- 15 stycznia 2005 roku w plebiscycie Gazety Wyborczej na „Najważniejsze wydarzenie dla Warszawy ostatniego 15-lecia” zwyciężyło zdobycie przez Polonię Warszawa Mistrzostwa Polski w piłce nożnej po 54 latach (26,93% głosów)[139].
- Trzej różni trenerzy drużyny na przestrzeni lat: Dariusz Wdowczyk, Bogusław Kaczmarek i Jacek Grembocki zostali zwolnieni po meczach z Lechią Gdańsk.
- Po upadku miejscowej Odry, Polonia otworzyła szkółkę piłkarską w Wodzisławiu Śl. Trampkarze i juniorzy występować będą w rozgrywkach pod szyldem klubu z Warszawy. Najlepsi będą kontynuować karierę piłkarską w Warszawie[140].
- Z okazji 100-lecia Polonii Warszawa, Teatr Kamienica w Warszawie, wystawił w 2011 spektakl pt. „Czarne Serca”
- W 2011 roku wydano dwie monety okolicznościowe związane z klubem. Monety te miały nominały 2 zł i 5 zł (monetę o nominale 2 zł wyemitowano w nakładzie 800 000 sztuk, zaś monetę o nominale 5 zł wyemitowano w nakładzie 50 000 sztuk). Monety te wchodzą w skład serii monet Polskie Kluby Piłkarskie[141].